# Ford Taunus
Не путать с североамериканским Ford Taurus.
Ford Taunus — общее название целого ряда западногерманских семейных автомобилей малого и среднего литража, выпускавшихся с 1939 по 1942 и с 1948 по 1982 год.
В Аргентине производство автомобилей под этим обозначением продолжалось до 1984 года, а в Турции на заводе «Отосан» («Otosan») — до 1994 года.
Название происходит от горной цепи Таунус, расположенной в центральной Германии, неподалёку от Кёльна, где находится офис немецкого филиала «Форда» — «Ford-Werke AG».
В качестве эмблемы автомобиля на протяжении большей части его истории использовался герб города Кёльна. До поколения P5 (1964 год) «Таунусы» не несли обозначения или эмблемы корпорации «Ford».
Несмотря на огромные различия между отдельными поколениями, все «Таунусы» имели общие черты — были относительно крупными заднеприводными автомобилями (за исключением переднеприводных серий P4 и P6) и принадлежали к среднему (Mittelklasse; «малые» серии) или к высшему-среднему (Obere Mittelklasse; «большие» серии) классу.
К этому же семейству относились и первые поколения Ford Transit, нёсшие обозначение Taunus Transit.
После Второй мировой войны и до 1967 года это было единственное название, использовавшееся для моделей немецкого филиала «Форда», и оно стало синонимом самого немецкого «Форда».
Для «Таунусов» использовалась своя номенклатура обозначений. Начиная с 1952 и до 1970 года отдельные модели семейства обозначались числом, как правило, соответствующим рабочему объёму двигателя, и литерой «М», означавшей «Meisterstück» («Майстерштюк», — «Шедевр»), — например, 12M, 15M, 17M, 20M, и 26M (что означает рабочий объём соответственно в 1200, 1500, 1700 и так далее см³). Но это соответствие не всегда соблюдалось буквально: например, модель с 1,3-литровым двигателем также могла обозначаться как 12M.
При этом, c 1957 года и по 1970 поколения кузовов обозначались литерой «P» («Projekt») и порядковым номером — P2, P3, P4, P5, и так далее.
С 1970 года Ford Taunus стал немецким аналогом британского Ford Cortina Mk. III, и это поколение обозначают «Taunus TC» («Taunus-Cortina»). Оно выпускалось до 1982 года с рейстайлингом в 1976 году.

## Taunus G73A / G93A

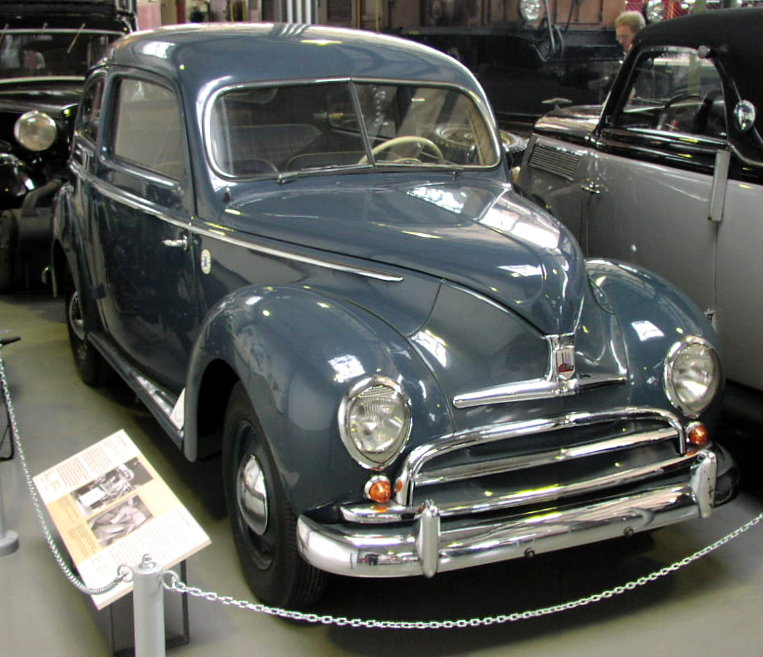

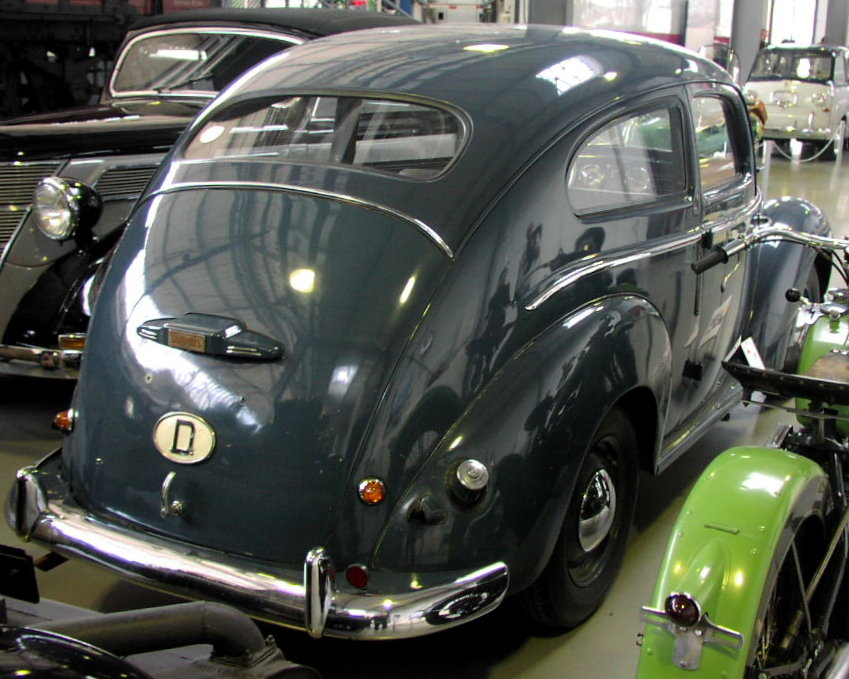

Первый «Таунус» был разработан на основе модели Ford Eifel и имел тот же самый 1172-кубовый двигатель, что и эта модель, но более длинный и обтекаемый кузов. Примечателен как первый немецкий «Форд» с гидравлическими тормозами — до этого ставились механические.
Выпускался до и сразу после Второй мировой войны. За свой кузов-фастбэк с покатой крышей получил прозвище «Buckeltaunus» («Горбатый», буквально — «Таунус с искривлением позвоночника»). Всего было собрано 74 128 автомобилей этой модели, включая универсалы и фургоны.

## «Малые» серии — 12M, 15M

### G13: 12M и 12

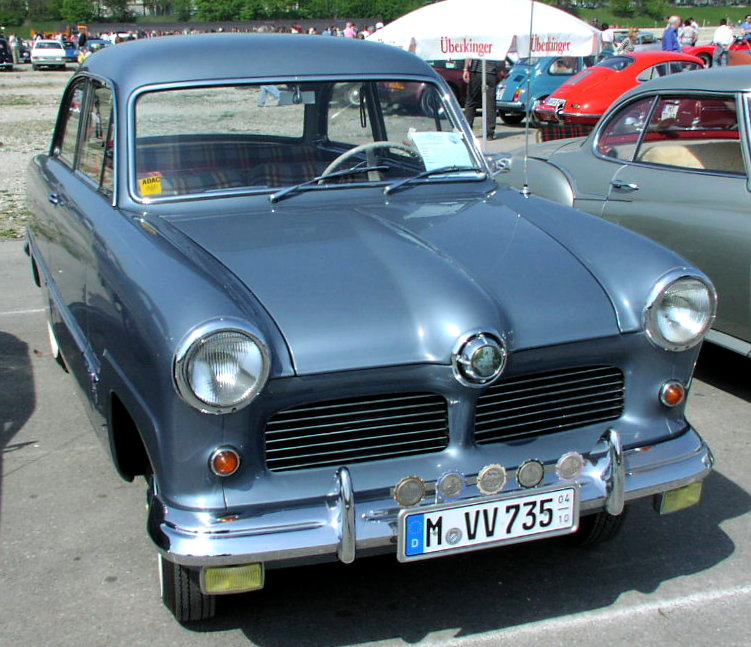
Раннего выпуска.

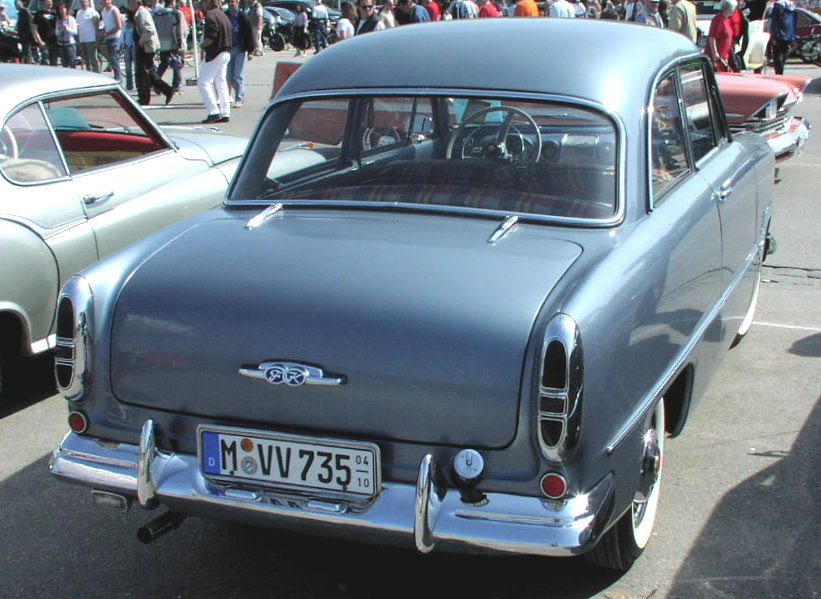

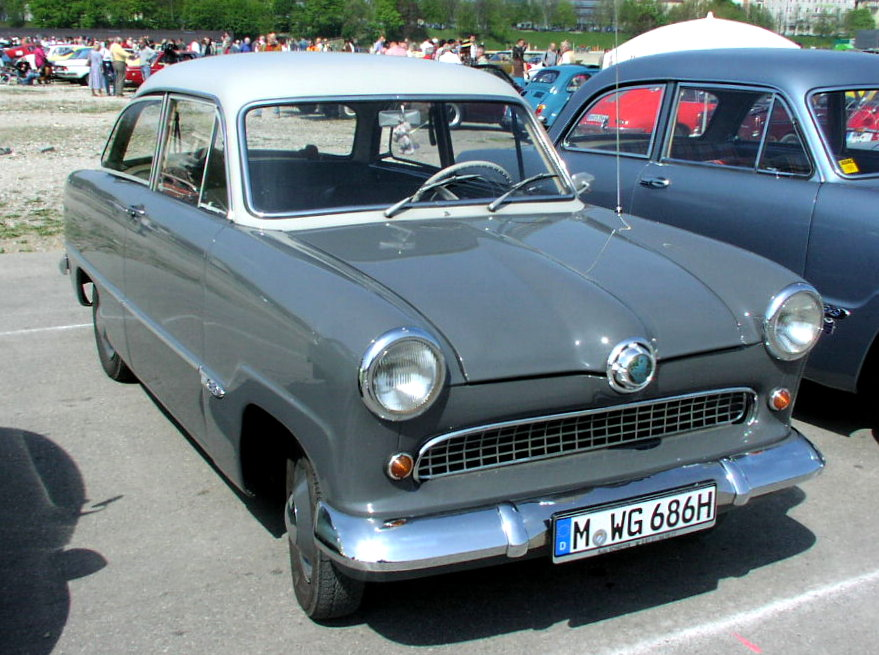
После модернизации.

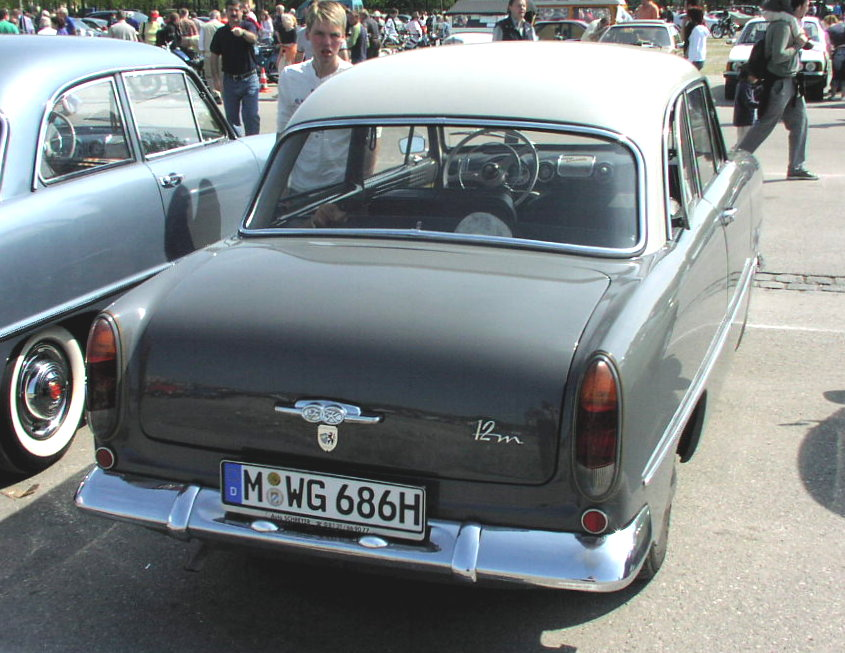

Уже в 1949 году — всего через год после возобновления производства автомобилей — в Кёльне начали разработку более современной модели в актуальной тогда «понтонной» стилистике. Дизайнеры ориентировались на модели американского рынка, в первую очередь — Studebaker. Место имитирующего реактивную турбину студебекеровского «воздухозаборника» в центре решётки радиатора заняла маленькая скульптура земного шара, что намекало на «всемирный» характер корпорации «Форд» и самой модели. Никакой символики самого «Форда» модель, как и все немецкие «Форды» до середины шестидесятых, не несла.
Проектирование несущего кузова велось в кооперации с другими немецкими производителями автомобилей и французским отделением «Форда», так как инженеры немецкого филиала не имели в этом опыта. Изначально на новой модели предполагалось использование 1,5-литрового двигателя, но он появился лишь на следующем поколении, а пока пришлось обойтись старым 1,2-литровым мотором.
Изначально автомобиль собирались выпускать под иным обозначением: наряду с названием «Taunus» рассматривались такие варианты, как «Köln», «Rheinland» и несколько неблагозвучное для русскоязычного читателя «Hunsrück» («Хунсрюк»). Тем не менее, впоследствии было решено остановиться на старом названии «Таунус», а для отличия от предыдущей модели добавить слово «Meister» («Майстер» — «Мастер»). Однако, оно уже было запатентовано в Германии производителем велосипедов, поэтому «Meister» превратилось в «Meisterstück» — «Майстерштюк», по-русски — «Шедевр», сокращённое позднее до буквы «М». В итоге, обозначение модели стало — Taunus 12M.
Автомобиль был представлен публике в январе 1952 года. Он имел двухдверный понтонный кузов современной формы (абсолютное большинство конкурентов ещё имело отдельные крылья), стоящий на маленьких 13-дюймовых колёсах, и был снабжён доставшимся от старой модели нижнеклапанным 1172-кубовым мотором мощностью 38 л.с. — с ним машина разгонялась до 122 км/ч. Салон был для того времени достаточно просторным, переднее сидение на американский манер было выполнено как цельный диван. Передняя подвеска стала независимой, задняя — осталась зависимой рессорной. Трансмиссия стала трёхступенчатой, хотя на предыдущей модели использовалась четырёхступная; коробка передач с четырьмя ступенями стала устанавливаться на часть машин с доплатой в 75 марок только с марта 1953 года, примерно тогда же в серию пошёл трёхдверный универсал («Kombi»). С декабря 1952 года ателье «Karl Deutsch» строило также кабриолеты — двух- и четырёхместные.
Модель получилась крупнее и намного (на 37 %) дороже по сравнению с предшественником. Поэтому с декабря 1952 года наряду с собственно 12М выпускалась и «бюджетная» версия под обозначением «Taunus 12». Она была лишена хромировки, имела напольный рычаг коробки передач (в те годы — атрибут дешёвых машин, в отличие от подрулевого) и раздельные, не регулируемые передние сидения упрощённой конструкции. Выпускался только двухдверный седан, который в начале выпуска стоил DM 6060 (против DM 6760, которые просили за аналогичный 12М). Трансмиссия с подрулевым рычагом обходилась в дополнительные 40 марок. Эта модификация была снята с производства параллельно с модернизацией 1955 года, после которой базовый Taunus 12M практически сравнялся в цене со своей «бюджетной» разновидностью — DM 5850 против DM 5350 за Taunus 12
В 1955 и 1958 году автомобиль пережил небольшие фейслифтинги, преимущественно затронувшие облицовку радиатора. В 1960 году он был заменён на глубоко модернизированную модель G13RL. Всего за восемь лет было выпущено 247 174 машины.

### G4B: 15M
Весной 1954 года менеджмент немецкого филиала «Форда» принял решение вернуть модификацию с полуторалитровым двигателем, который изначально был разработан для установки на «Таунус», но в серию тогда не пошёл.
Это было связано с тем что, в отличие от конца сороковых — начала пятидесятых, когда «Таунус» 12М конкурировал главным образом с 1,2-литровым «Жуком», к середине десятилетия появились такие модели, как Opel Rekord, Borgward Isabella, Fiat 1400 и Peugeot 403, имевшие более объёмные и мощные двигатели. «Форду» в этом сегменте рынка противопоставить им было нечего. На разработку полностью новой модели средств не хватало, но выход был найден в создании более мощной модификации имеющейся за счёт установки уже разработанного 1,5-литрового мотора.
Этот двигатель — первым во всей корпорации «Форд» — был верхнеклапанным. При рабочем объёме в 1498 см³ он развивал очень хорошие по тем временам 55 л.с. (советская «Победа» с нижнеклапанным двигателем в 2,2 литра имела 50 л.с.).
Модель была представлена в январе 1955 года как Taunus 15М. Для создания внешнего отличия от 1,2-литровой модели, кузов 15M получил новое оформление передка с широкой решёткой радиатора и более крупные задние фонари.
В сентябре того же года появилась версия deLuxe. Она имела двухцветную окраску и дополнительный хромированный декор, а кроме того — впервые на немецком автомобиле — в стандартной комплектации стеклоочистители, бескамерные шины, огни заднего хода, два противосолнечных козырька с зеркальцем в правом и поворотники.
В 1955 году автомобиль получил обновления, аналогичные базовой модели 12М. В 1959 году производство было прекращено. Всего было выпущено 127 942 автомобиля поколения 15M G4B.

### G13RL: 12M и 12M Super

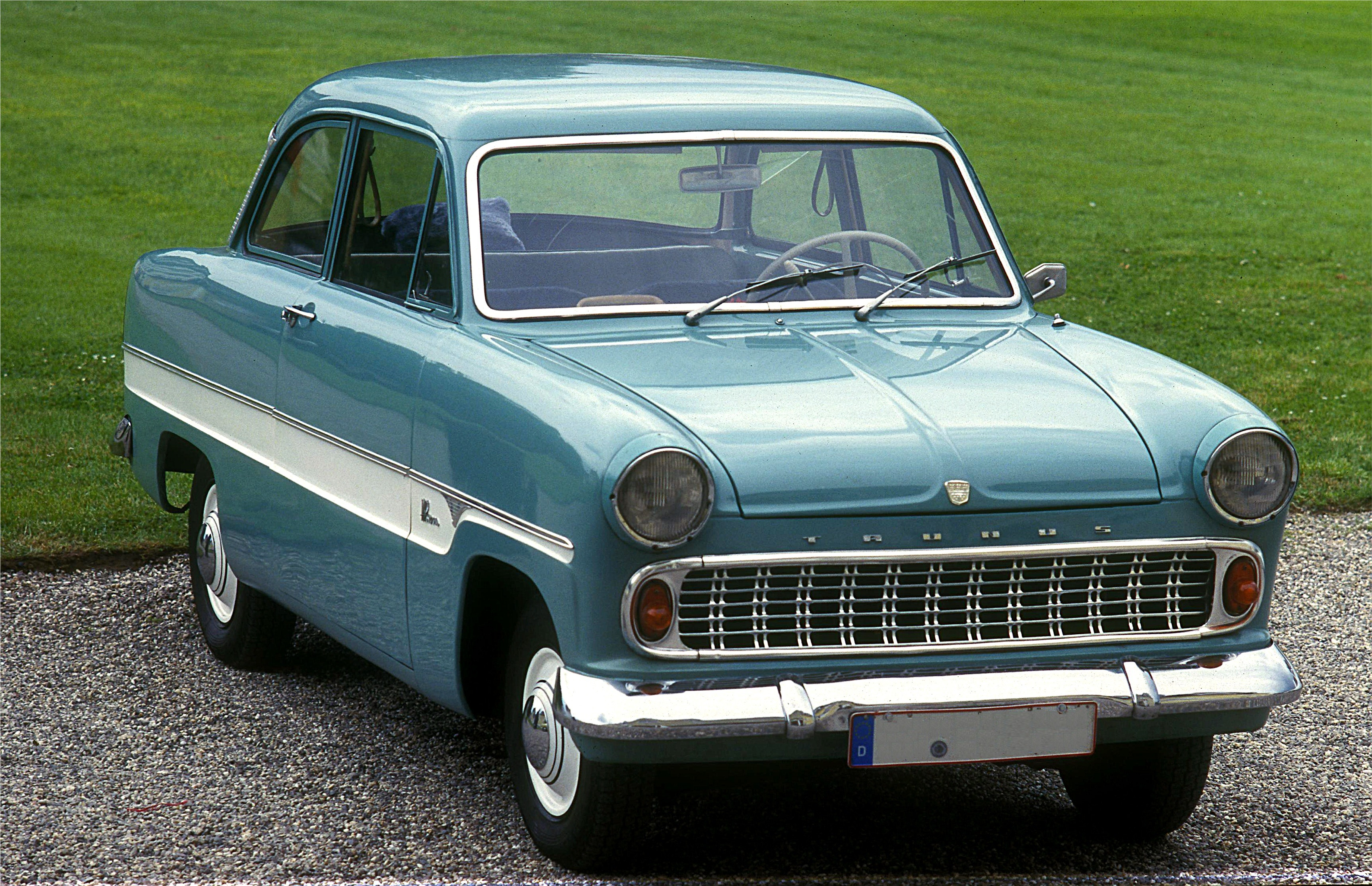

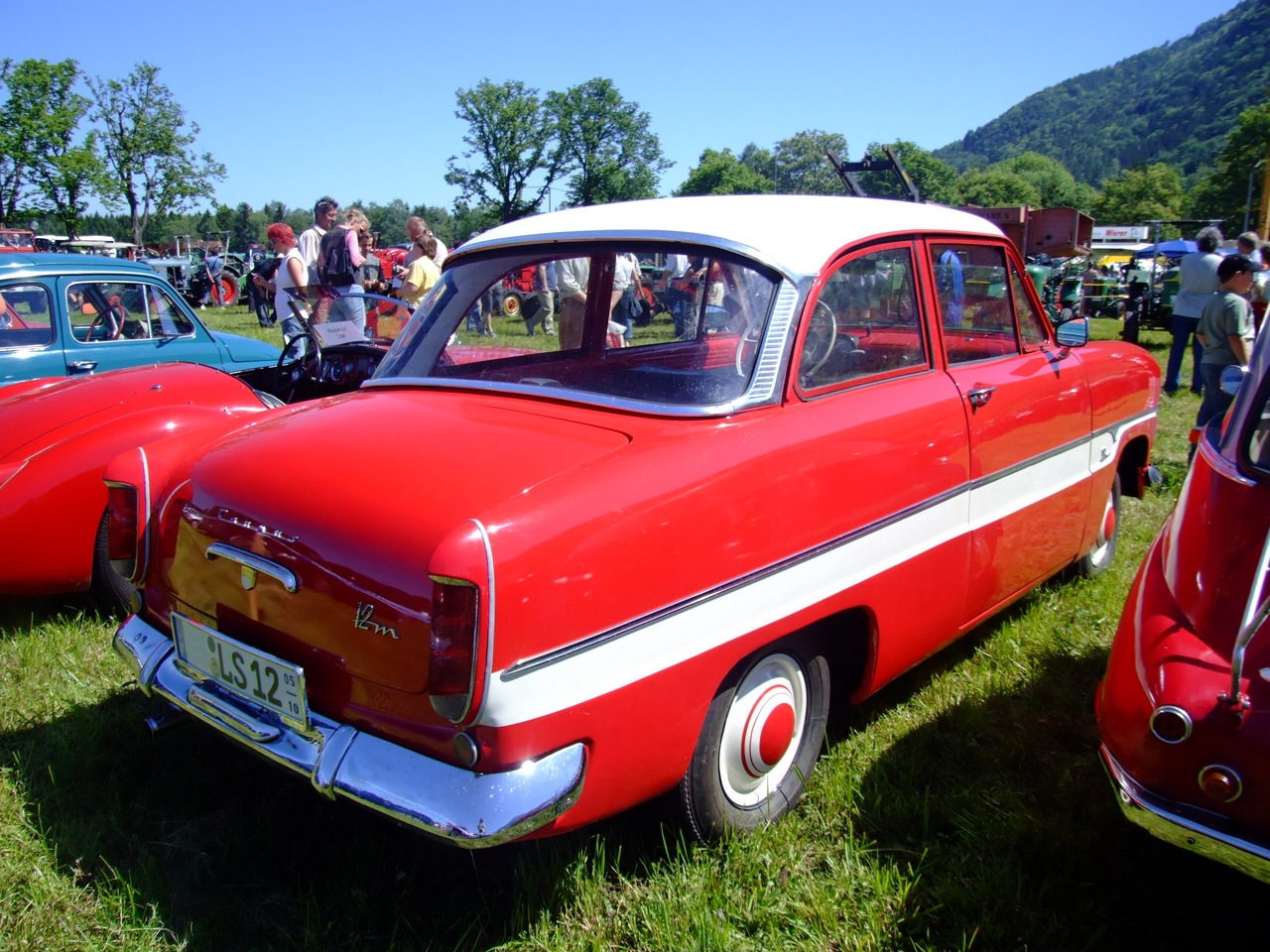

В 1959 году американское руководство концерна посчитало наличие 1,5-литровой модификации в модельном ряду немецких «Фордов» излишним, так как в этом классе «Форд» и так был представлен с 1957 года моделью «большой» серии Taunus 17M. В линейке моделей «малой» серии должна была остаться только модель 12М, противопоставленная готовившемуся в то время к выпуску Opel 1200.
В 1960 году 12М претерпел основательный рестайлинг, автомобиль стал немного ниже и потерял свой характерный «земной шар» на решётке радиатора — его место занял герб города Кёльн.
Тем не менее, боясь потерять покупателей, «Форд» всё же сохранил 1,5-литровую модель, но теперь обозначил её не как 15М, а как Taunus 12M Super, положив начало неразберихе в им же созданной системе обозначений моделей. Название «15М» не будет встречаться в обозначениях «Таунусов» вплоть до 1966 года и поколения Р6, хотя полуторалитровые модели по прежнему будут предлагаться.
Автомобиль предлагался в кузовах «двухдверный седан» и «кабриолет», а также — «трёхдверный универсал» («Kombi»).
В 1961 году автомобиль получил модернизированную механику, но всё же сохранил 1,2-литровый двигатель разработки 1935 года. Производство кабриолета было прекращено.
В августе 1962 года производство модели было прекращено, и она была заменена намного более современным переднеприводным поколением Taunus Р4 с совершенно новым мотором конфигурации V4. За три года было выпущено 245 614 автомобилей модели 12M G13RL, из них 56 843 — с полуторалитровым двигателем.

### P4: 12M
Четвёртое послевоенное поколение немецких «Фордов» и первая переднеприводная модель среди них.
Разработка этого автомобиля началась в конце пятидесятых годов в США под названием Ford Cardinal, его планировали вывести на североамериканский рынок в качестве конкурента «Жука» и аналогичных небольших европейских моделей. Однако маркетологи посчитали выход такого автомобиля на рынок США преждевременным, и американским ответом «Жуку» стал намного более крупный Ford Falcon, построенный по классической компоновке. Проект «Кардинал» же был передан немецкому филиалу, который и начал его выпуск в 1962 году вместо основательно устаревшей модели 1952 года.
Ввиду своего американского происхождения, автомобиль ни по дизайну, ни конструктивно не был связан с остальными моделями немецкого «Форда». От американской школы он унаследовал полностью красные задние фонари без характерных для Европы жёлтых или оранжевых линз поворотников, а также рычаг механической коробки передач, расположенный на рулевой колонке.
1,2-литровый двигатель редкой компоновочной схемы — V4 с углом развала 60° — также был разработан в Америке, и конструктивно в чём-то напоминал «половину» фордовского V8. На часть машин устанавливалась модификация с рабочим объёмом 1,5-литра, но они опять не получили отдельного обозначения и именовались 12M 1,5L.
Динамические качества «Таунус» Р4 как с 1,2-литровым, так и с 1,5-литровым агрегатом были достаточно низкими.
Этот двигатель получил большое распространение по всей Европе — его версии с увеличенным до 1,5 и 1,7 литров рабочим объёмом не только использовались на последующих моделях «Форда», но и устанавливалась (полуторалитровая модификация) на часть выпуска шведского Saab 96 и французский автомобиль Matra 530.
Двигатель имел клапанной механизм OHV с приводом единственного распредвала в развале блока шестернями, дополнительный вал-успокоитель для повышения плавности работы, электровентилятор радиатора и систему водяного охлаждения, рассчитанную на заполнение незамерзающей охлаждающей жидкостью.
Двигатель, трансмиссия, передняя подвеска и рулевой механизм были объединены в единый блок, расположенный в передней части автомобиля, главная передача была расположена между двигателем и коробкой передач. Коробка передач была четырёхступенчатой, синхронизированной на всех передачах переднего хода.
Передние ведущие колёса приводились полуосями, имеющими по одному внутреннему карданному шарниру и по одному внешнему шариковому шарниру равных угловых скоростей (ШРУС).
Передняя подвеска сильно отличалась от остальных «Таунусов», использовавших схему «макферсон», и была выполнена на двух нижних поперечных рычагах, крепящихся к картеру силового агрегата, и одной поперечной листовой рессоре, закреплённой на поперечине моторного отсека кузова над дифференциалом. С 1964 года ввели отдельную поперечину для крепления нижних рычагов, что позволило уменьшить уровень вибраций и шума, а сами рычаги поменяли форму, получив очень большое расстояние между точками крепления для компенсации продольной податливости концов поперечной рессоры.
Задняя подвеска была зависимой, на двух продольных полуэллиптических рессорах со стабилизатором поперечной устойчивости. Зависимая задняя подвеска с мягкими рессорами в сочетании с относительно слабыми стабилизаторами поперечной устойчивости приводили к довольно большим кренам в поворотах; с 1964 года были введены более жёсткие амортизаторы, что несколько исправило этот недостаток и позволило отказаться от заднего стабилизатора.
Тормоза были изначально барабанными на всех колёсах. С 1965 года спереди стали ставить дисковые тормоза.
Типы кузовов включали в себя двух- и четырёхдверный седаны, трёхдверный комби (универсал) с собственным обозначением «Turnier», а также купе (Taunus 12M TS), отличавшееся от двухдверного седана более низкой линией крыши (общая высота 1424 мм) и посадкой. Купе отличалось более мощным двигателем (1,5 литра, 55 л.с., с 1964 года — 65 л.с.) и максимальной скоростью 139 км/ч (с 1964 года — 147 км/ч).
Характерной особенностью дизайна автомобиля была выштамповка — ребро жёсткости, идущая по боковине кузова начиная от ободков фар, плавно расширяющаяся по мере приближения к заднему свесу, и в конце концов переходящая в задний фонарь каплевидной формы.
Фонари были полностью красными и содержали стоп-сигналы и поворотники. Огонь заднего хода был один и предлагался только как опция.
Салон был выполнен в американском стиле — передние сидение было цельным, диванного типа, а металлическая панель приборов напоминала по дизайну североамериканский Ford Falcon. Несмотря на относительно большие габариты автомобиля, салон не был особенно просторным по сравнению с одноклассниками из-за «американских» пропорций кузова с длинными капотом и багажником. При этом надо отметить, что в салоне полностью отсутствовали туннель для карданного вала и «горб» над коробкой передач, характерные для автомобилей «классической» компоновки.
Всего выпущено 680,206 автомобилей.

### P6: 12M и 15M

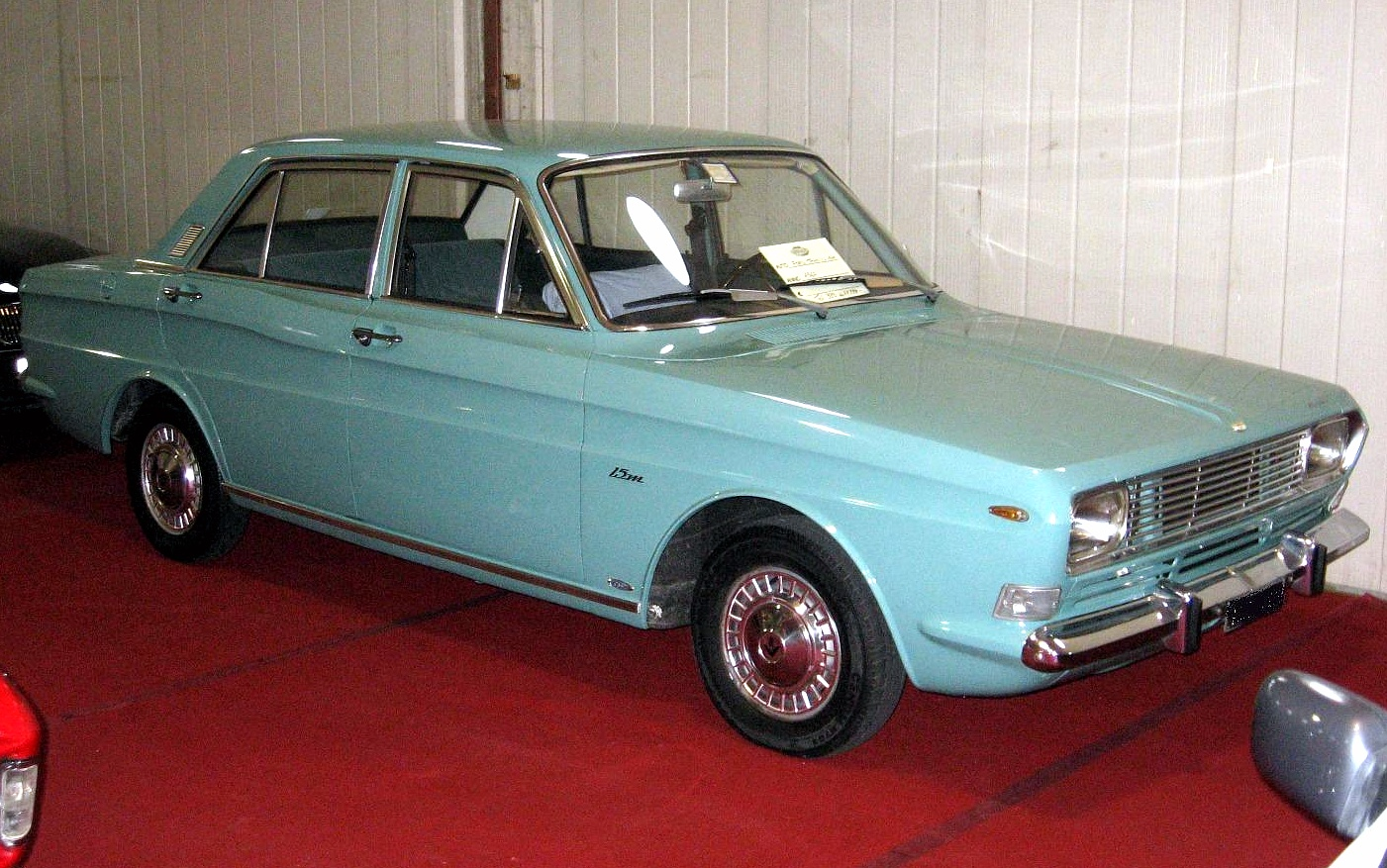

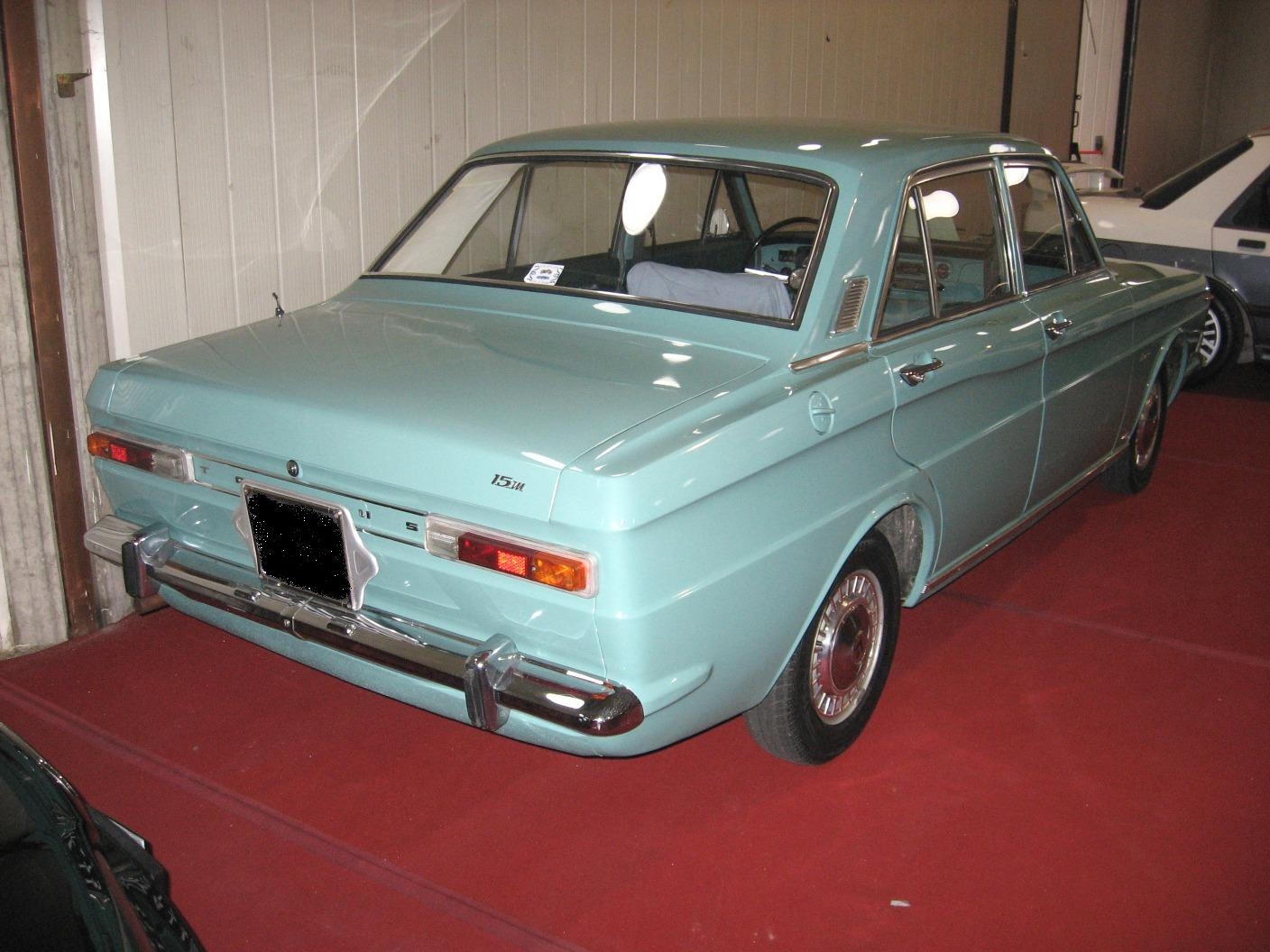

Фактически, модернизация предыдущего поколения с обновлением дизайна. Шасси осталось преимущественно нетронутым.
Модель получила новое кузовное железо — дизайн более гранёный и современный, а также модернизированный интерьер с раздельными сидениями (рычаг переключения передач остаётся подрулевым), панелью приборов с клавишными переключателями вместо вытяжных и радиоприёмником в базовой комплектации.
Ассортимент двигателей расширен за счёт 1,3 и 1,7-литровых модификаций всё того же V4. Кузова предлагались те же, что и для P4 — седаны, комби и купе.
Варианты силовых агрегатов Р6:
- 12M 1,2 Liter: 1183 см³, 45 л.с., 125 км/ч;
- 12M 1,3 Liter: 1305 см³, 50 или 53 л.с., 130 или 134 км/ч;
- 15M 1,5 Liter: 1498 см³, 55 или 65 л.с. 136 или 145 км/ч;
- 15M 1,7 Liter: 1699 см³, 70 или 75 л.с. 153 или 158 км/ч;

В таком виде модель выпускалась до 1970 года, когда её, как и остальные модели Taunus, сменил Taunus TC. P6 был последним переднеприводным «Таунусом». Поколения Р4 и Р6 вообще во многом «стояли особняком» среди других моделей немецкого «Форда».
Всего выпущено 668 187 автомобилей.

## «Большие» серии — 17M, 20M, 26M

### P2: 17M

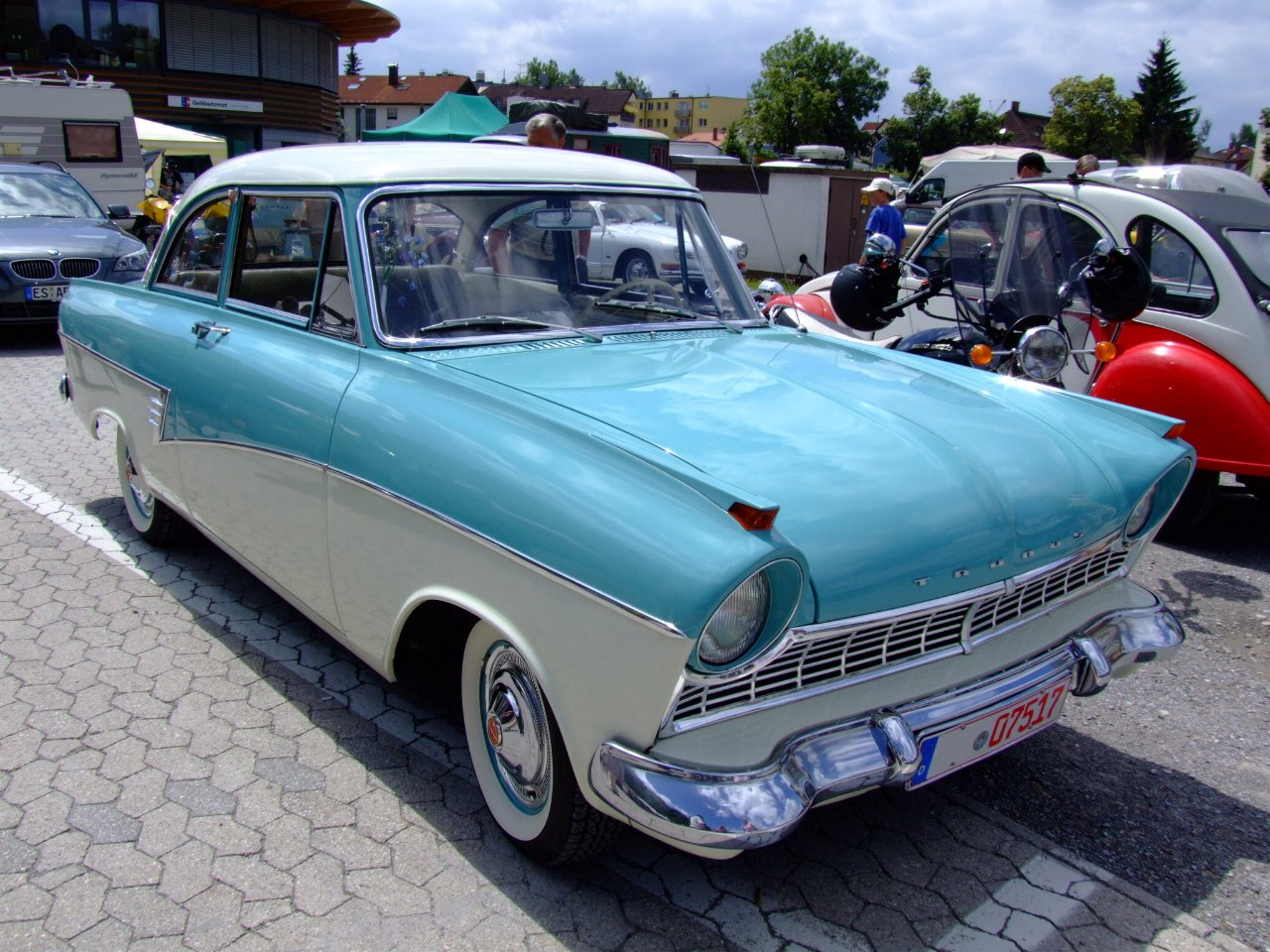

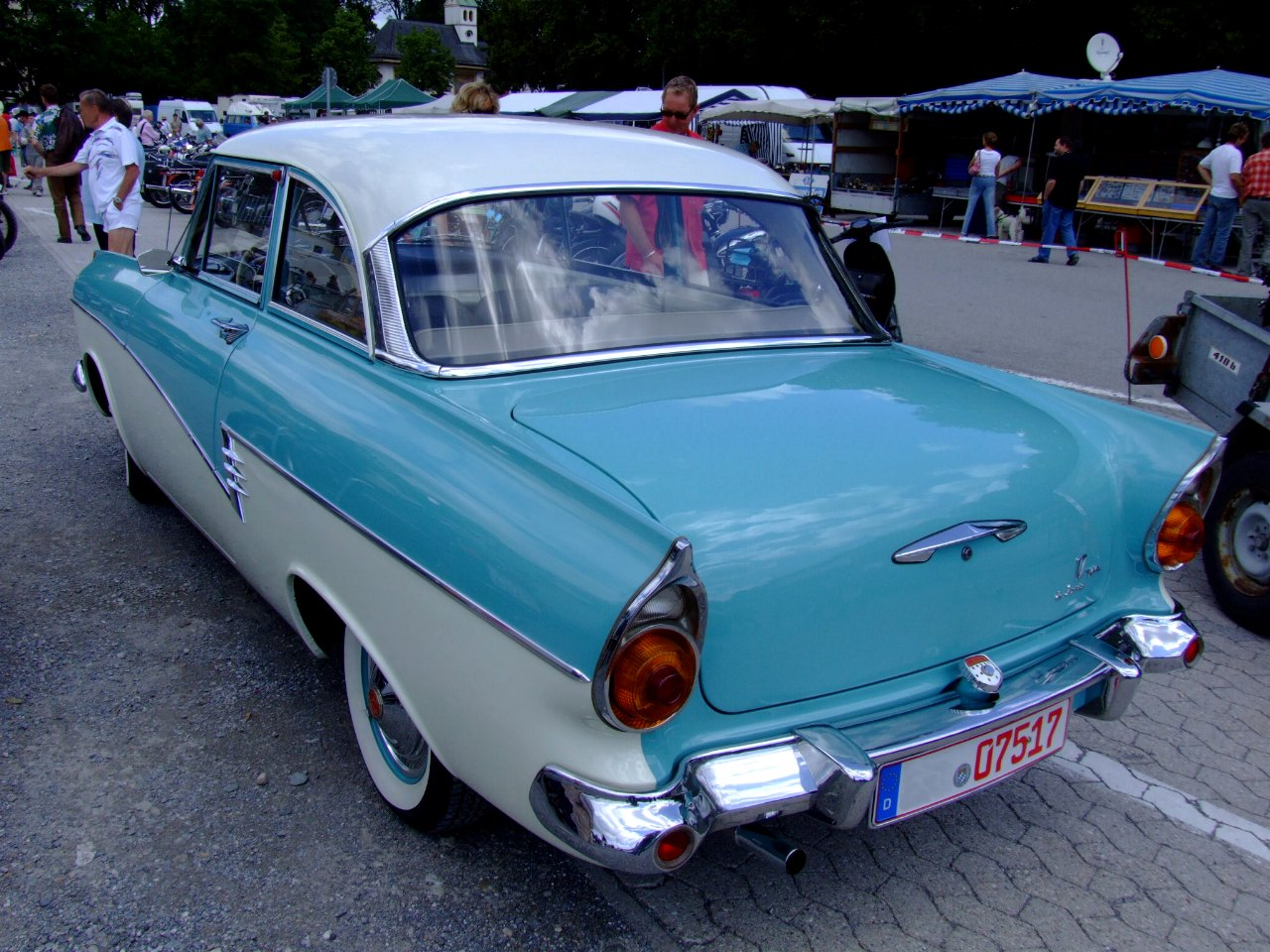

По мере послевоенного восстановления экономики Германии, появлялся спрос на всё более крупные и мощные автомобили. К середине пятидесятых немецкий «Форд» решил со своей продукцией войти в стремительно развивающийся сегмент автомобилей «верхнего-среднего класса» («Obere Mittelklasse»). Для этого необходимо было создать принципиально новую модель — более крупную и с запоминающимся внешним обликом. Разработка такого автомобиля и была начата под обозначением «Project 2» (Р2), что означало вторую послевоенную платформу фирмы.
Первые эскизы нового автомобиля среднего класса появились на немецком филиале «Форда» весной 1955 года. Изначально планировалось использование 1,5-литрового 55-сильного двигателя. Однако, машина получилась существенно крупнее и тяжелее, чем это было запланировано, поэтому для неё была разработана 1,7-литровая версия того же двигателя мощностью 60 л.с., а 1,5-литровый агрегат занял место под капотом Taunus 15M, имевшего общий кузов с моделью 12М.
Новая машина была представлена публике в 1957 году в кёльнском ресторане «Stadtwaldrestaurant» при участии знаменитой тогда певицы Gitta Lind. Внешне она представляла собой вариацию на тему стилистики американского Ford Fairlane 1956 модельного года, с обильной хромировкой и довольно большими хвостовыми плавниками, но только уменьшенную и с упрощённой отделкой — что принесло ему прозвище «Барочный „Таунус“» («Barocktaunus»). Более дорогая модификация 17M deLuxe имела двухцветную, на американский манер, окраску кузова и улучшенную отделку кузова и интерьера.

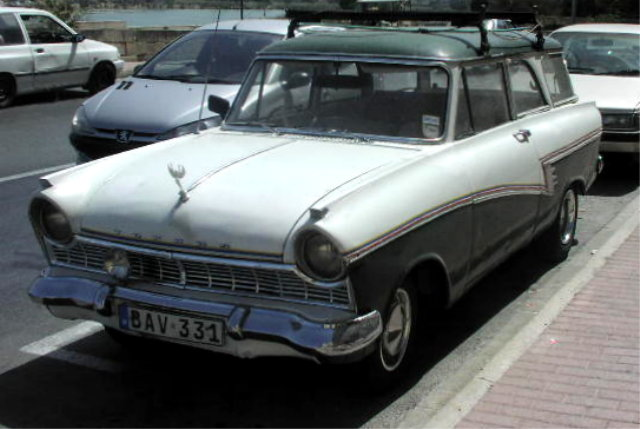
Комби P2 Turnier.

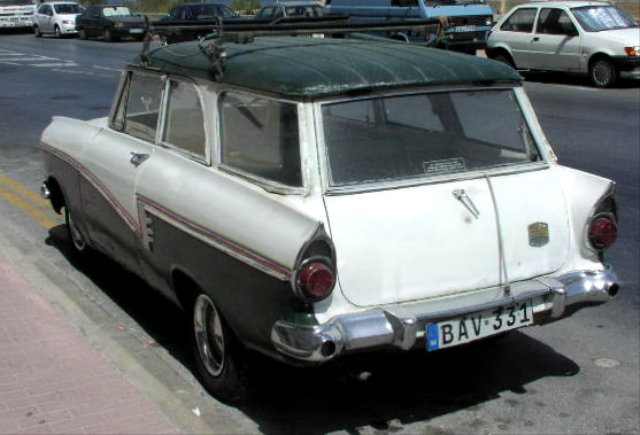

Гамма кузовов была весьма широка и включала в себя: двухдверный седан (T), четырёхдверный седан (F), фургон (KA) и универсал-комби (KO). Кабриолет (CL) поставлялся кузовным ателье «Karl Deutsch» и является очень редкой модификацией. Также, предлагалось несколько уровней отделки — стандартный и deLuxe (L).
Не уступала внешности по уровню и техническая начинка — например, за отдельные деньги можно было заказать автоматическое сцепление Saxomat и овердрайв производства BorgWarner. Механика была преимущественно позаимствована у Ford Vedette производства французского филиала компании, в том числе — прогрессивная передняя подвеска типа «макферсон», ставшая стандартом в наши дни, но в те годы лишь недавно изобретённая.
В 1960 году «Таунус» Р2 был заменён на Р3. Всего было изготовлено 239 978 автомобилей этого поколения, из них 45 468 комби. Эта модель поставлялась в США, где в конце пятидесятых впервые возник большой спрос на небольшие, экономичные машины — именно таковым, по американским меркам, был Taunus 17M, хотя в Европе он считался весьма крупным и мощным.
После своего снятия с производства, Taunus Р2 быстро устарел внешне и оказался непопулярен на вторичном рынке, что, в сочетании с относительно кратким периодом выпуска, делает сохранившиеся машины в хорошем состоянии ценной находкой для коллекционера, несмотря на проблемы со снабжением запчастями.

### P3: 17M

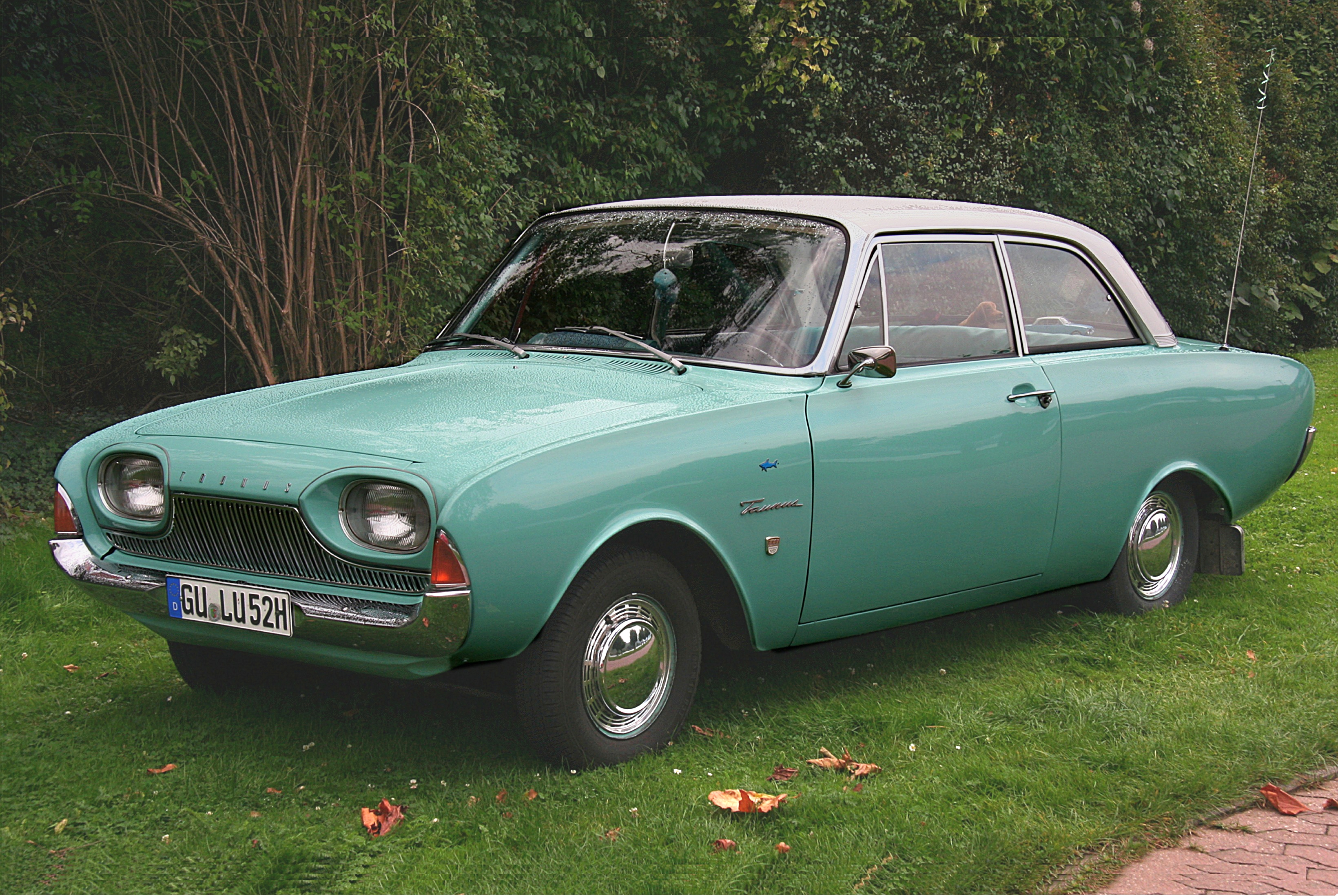

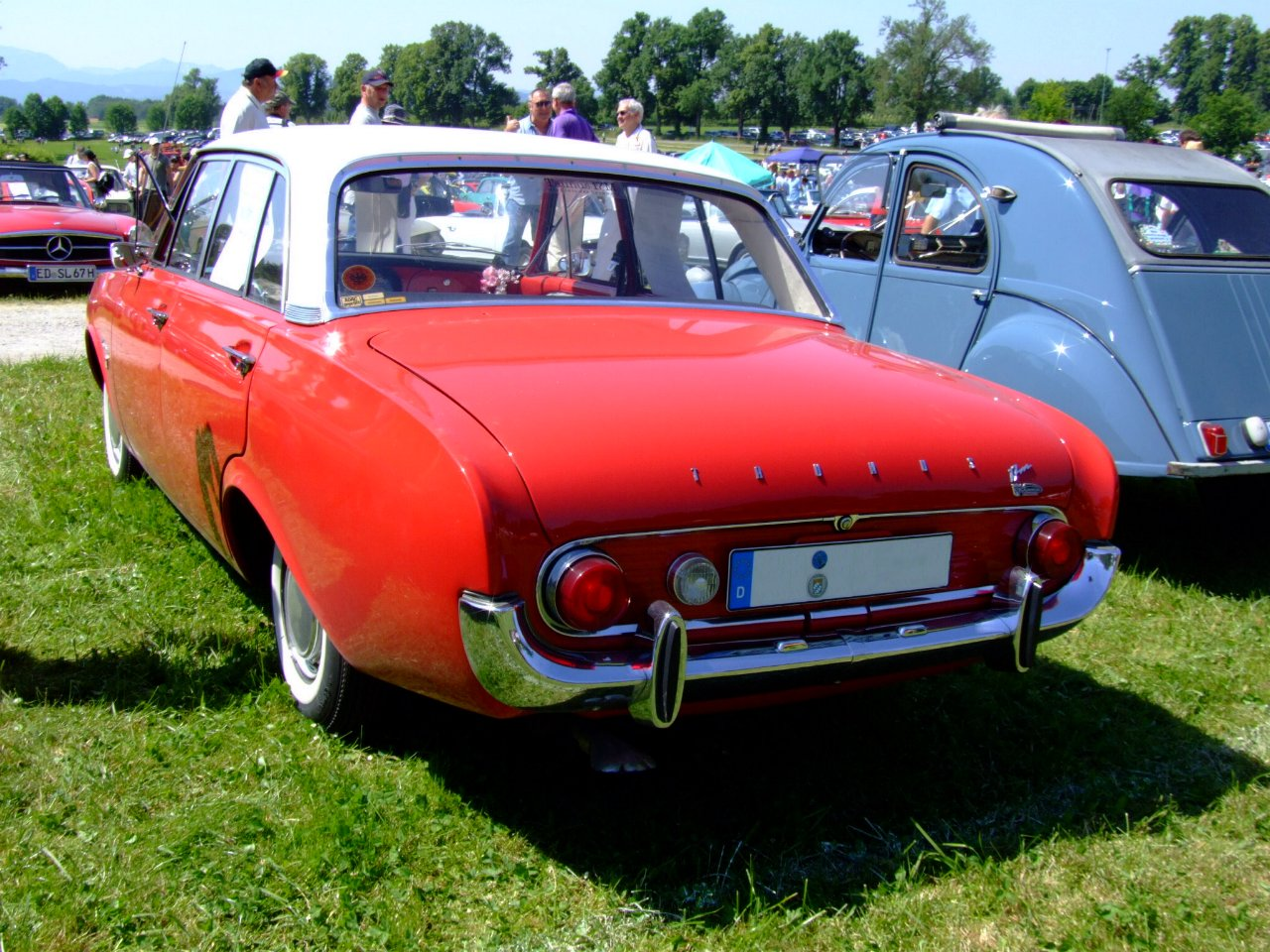

В 1960 году был представлен Taunus P3 («Project 3») — третье послевоенное поколение немецких «Фордов». Для него Uwe Bahnsen разработал уникальный дизайн экстерьера в стилистике с маркетинговым обозначением «Линия разума» («Linie der Vernunft»). Основой композиции его кузова был эллипсоид — он задавал как общие контуры формы, так и отдельные элементы переднего, бокового и заднего вида. Этот дизайн вошёл во все учебники автодизайна как пример очень оригинальной композиции, основанной на единой образующей геометрической фигуре. Он вызвал противоречивую реакцию и принёс автомобилю прозвище «Ванна» («Badewanne»).
В отличие от предыдущего поколения, Р3 не имел ни ярко выраженных плавников, ни обильной хромировки, и вообще — в целом серьёзно дистанцировался от американских моделей фирмы, хотя в оформлении передка всё же было заметно влияние линий североамериканского Ford Thunderbird модели 1961 года.
Помимо двух- и четырёхдверного седана выпускался универсал (Kombi), изначально имевший оригинальные задние фонари, высоко поднятые на заднюю кромку крыши. Причём предлагалось три вида задней двери — подвешенная на верхних петлях, на боковых (расположенных слева) и на нижних, в последнем случае стекло открывалось отдельно при помощи ручного воротка.
Ателье «Karl Deutsch» выпустило очень небольшое количество (не более 150) купе и кабриолетов. Кроме того, часть автомобилей этой модели была переоборудована в пикапы в Южной Африке и Греции.
Выбор двигателей сводился к трём вариантам — 1498, 1698 и 1757 см³, причём все они несли обозначение «17M». В зависимости от года выпуска, они развивали различную мощность:
- 17M 1500: 1498 см³, 55 л.с. (1960—1964);
- 17M 1700: 1698 см³, 60 л.с. (1960—1963);
- 17M 1700: 1698 см³, 65 л.с. (1963—1964);
- 17M TS: 1758 см³, 70 л.с. (1961—1963);
- 17M TS: 1758 см³, 75 л.с. (1963—1964);

Из выпущенных 669 731 автомобилей этой модели (86 010 — комби), в настоящее время на ходу находится примерно несколько сотен. Taunus P3 считается сегодня этапной моделью в плане дизайна и ценится как олдтаймер.
В 1960 году начались пробные шаги серии Ford 20M OSI.

### P5: 17M и 20M

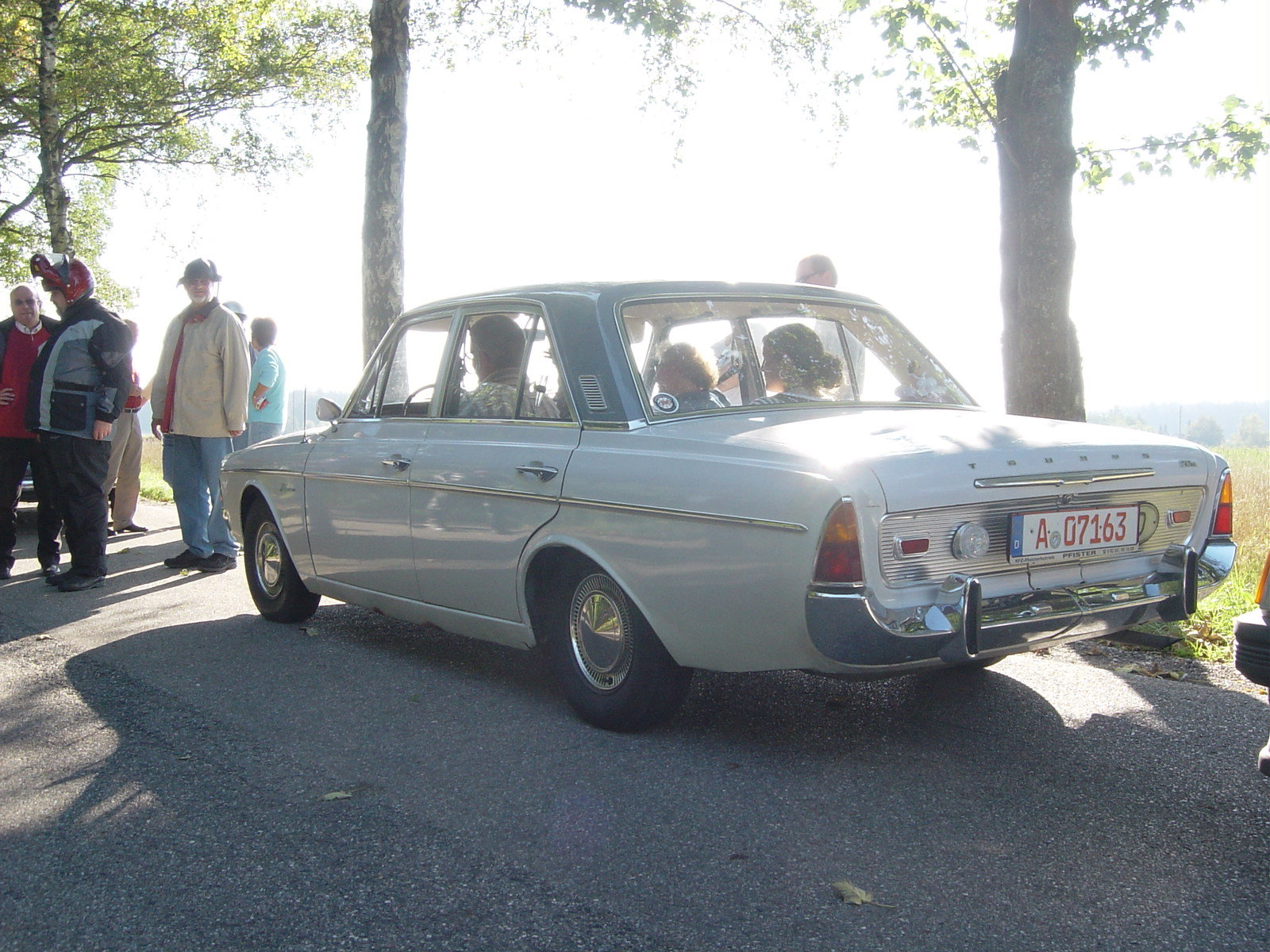

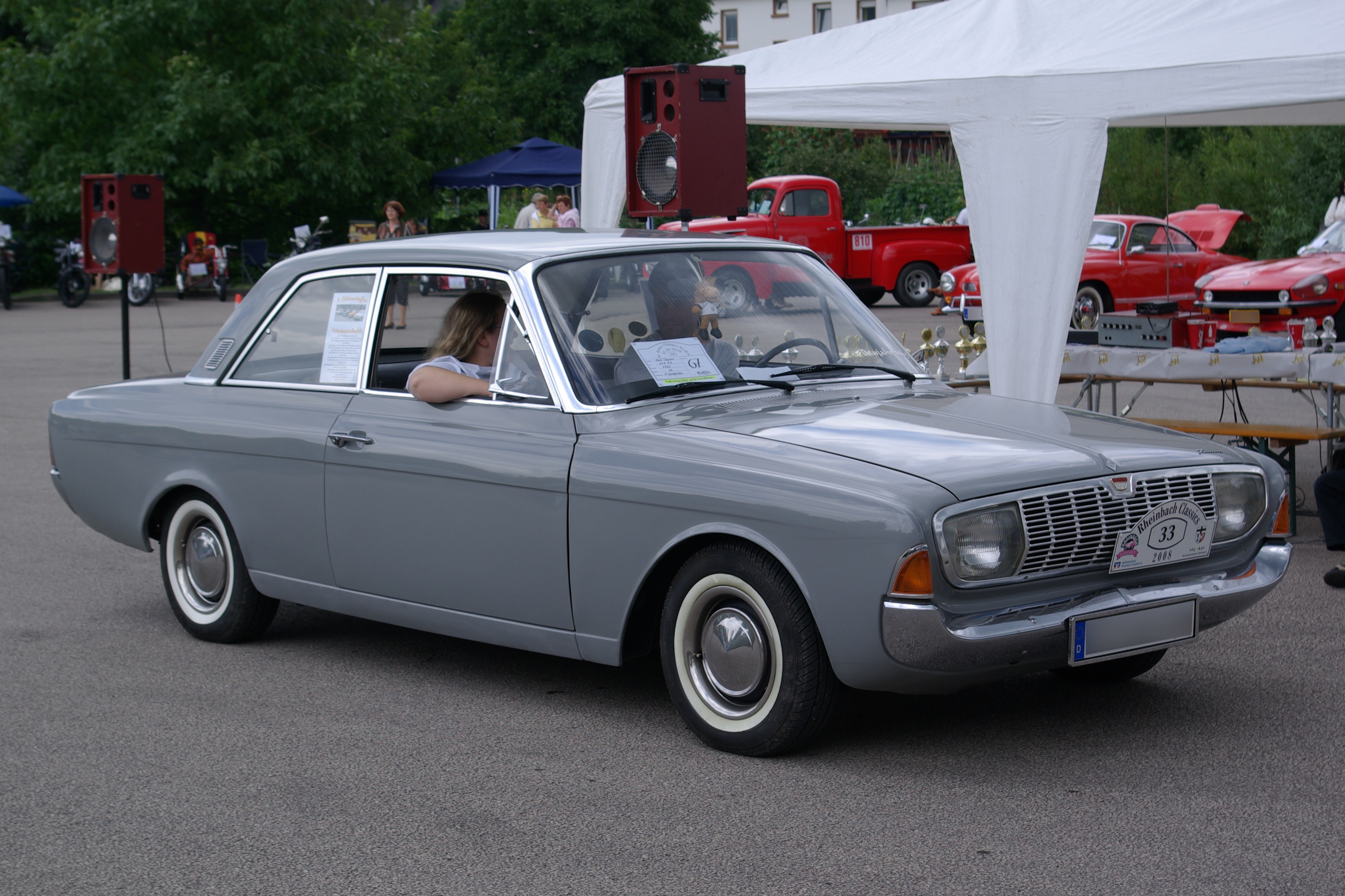
Двухдверный седан.

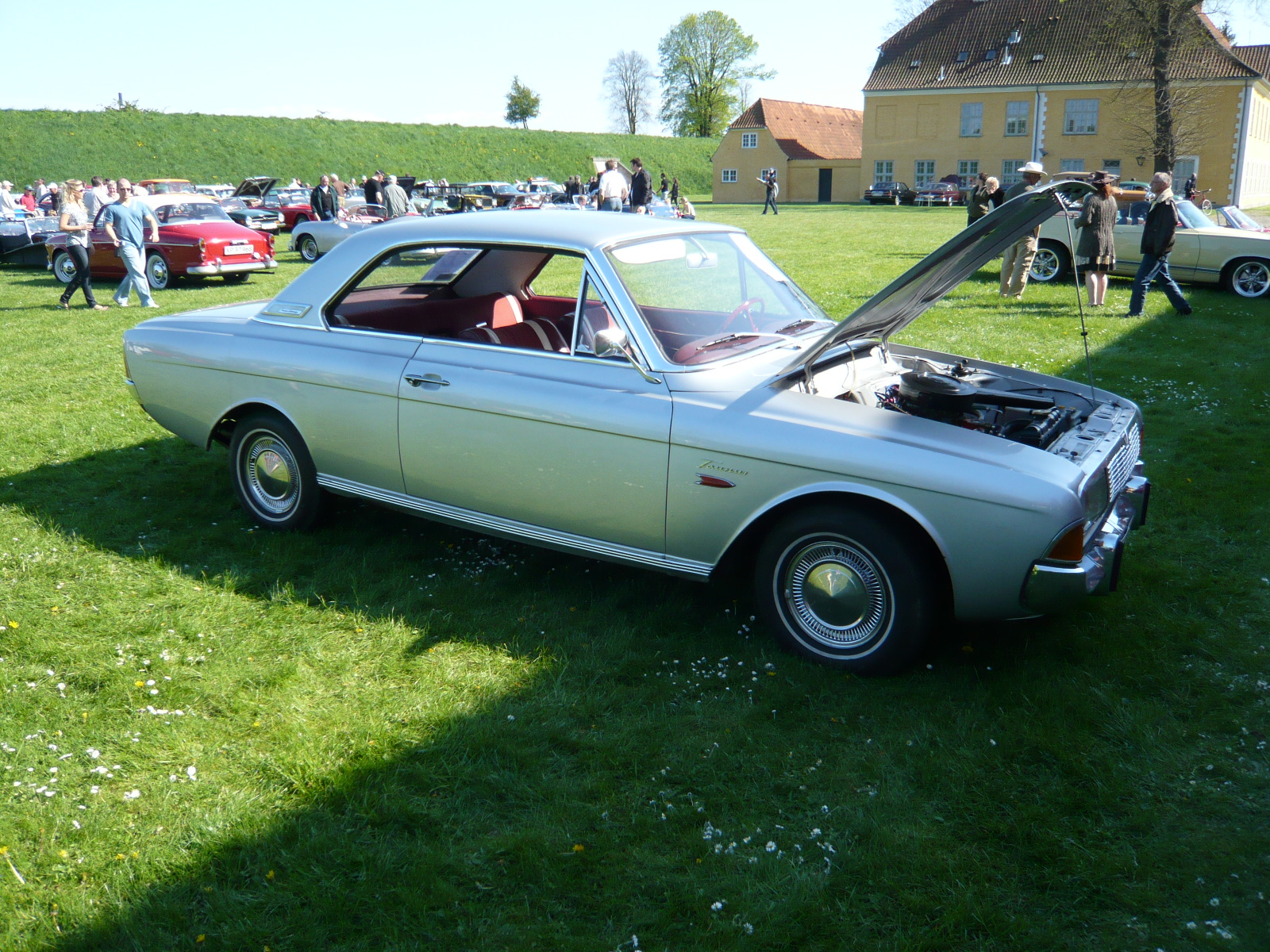
Хардтоп-купе.

Taunus P5 (Project 5) выпускался с августа 1964 года по декабрь 1967 и был пятым разработанным «с нуля» послевоенным автомобилем немецкого филиала «Форда». Это был первый послевоенный немецкий «Форд», нёсший символику корпорации «Ford» в виде небольшого шильдика на правом крыле.
Стилистически Р5 продолжал традиции предыдущего поколения, но был крупнее — что принесло ему прозвище «Большая ванна» («Große Wanne»), в дальнейшем, в пику P7A получил прозвище «Улыбка».
С точки зрения механики, машина также изменилась мало, но вместо рядных двигателей появились V-образные, ранее уже применявшиеся на Taunus P4 «малой» серии. Однако, в отличие от разработанного в США переднеприводного Р4 с передней подвеской на поперечной рессоре, Р5 сохранял задний привод и переднюю подвеску «макферсон». Зависимая рессорная задняя подвеска также не отличалась от предыдущих поколений «большой» серии.
Предлагалось три варианта двигателя «Кёльн» (англ.): в серии 17M — V4 объёмом 1,5 л. (60 л.с.) или 1,7 л. (70 л.с.), а в серии 20М — двухлитровый V6 мощностью 85 л.с. в стандарте или 95 л.с. в модификации TS. С любым из них с 1966 года впервые можно было заказать полностью автоматическую трансмиссию «Taunomatic».
Выбор кузовов расширился — помимо стандартных двух- и четырёхдверного седана и трёхдверного универсала-комби «Turnier», появились пятидверный комби и хардтоп-купе. Как и ранее, ателье «Karl Deutsch» предлагало на заказ кабриолеты, которых было выпущено впрочем очень мало. На базе платформы P5 итальянским ателье OSI был выпущен автомобиль Ford 20M TS OSI.
Всего был выпущен 496 381 автомобиль.

### P7: 17M и 20M

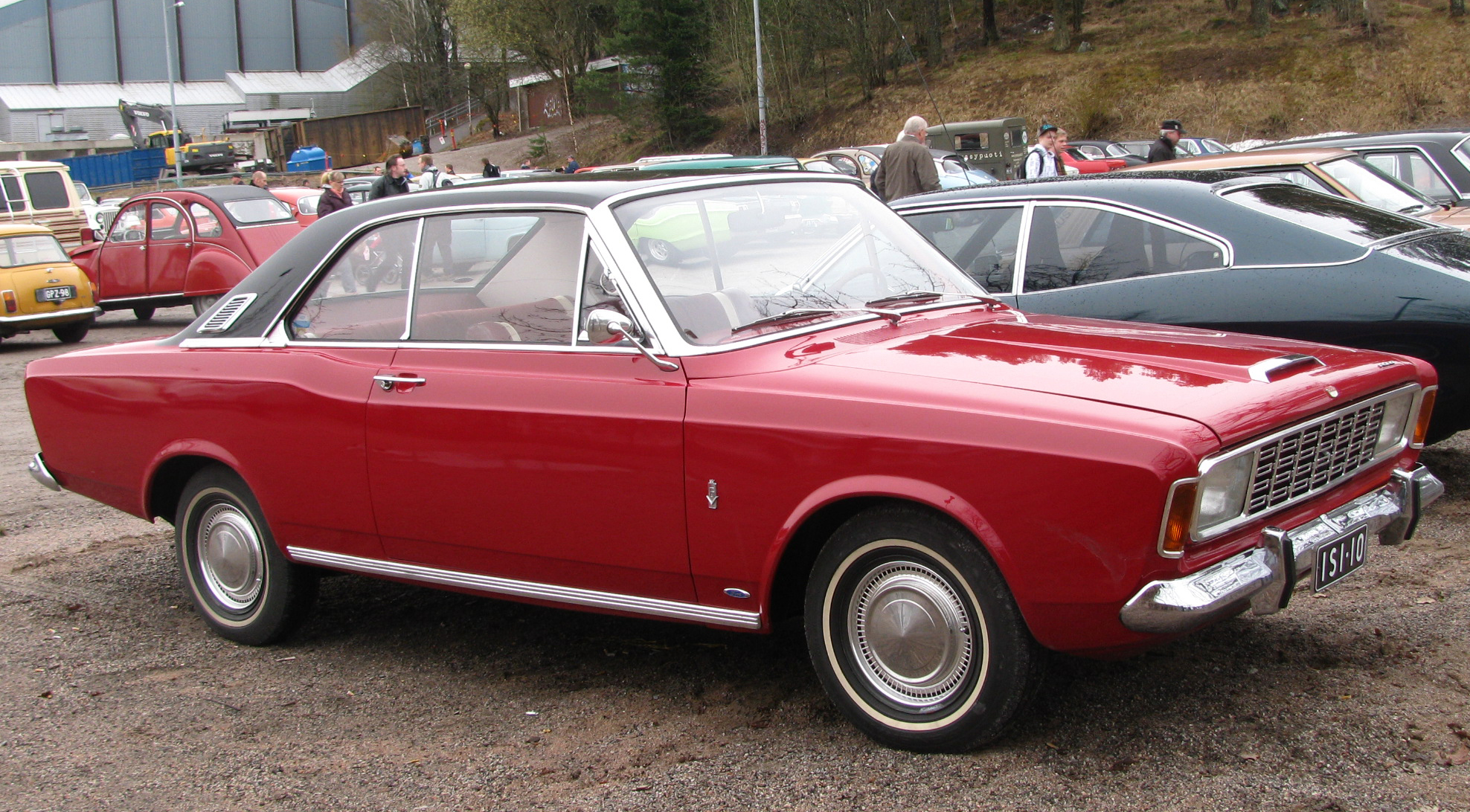
Taunus P7a — купе.

Совершенно провальное в коммерческом плане поколение, продержавшееся на конвейере всего один год. Продолжив курс на увеличение размеров и сближение с американскими образцами дизайна, немецкий «Форд» наткнулся на непонимание европейских покупателей. Носил кличку — «Грустный».
Двигатели — те же, что и у предыдущего поколения, за вычетом появившегося в серии 20М нового 2,3-литрового агрегата (2293 см³, 108 л.с., 170 км/ч).
Всего выпущено 155 780 автомобилей.

### P7b: 17M и 20M, 26M

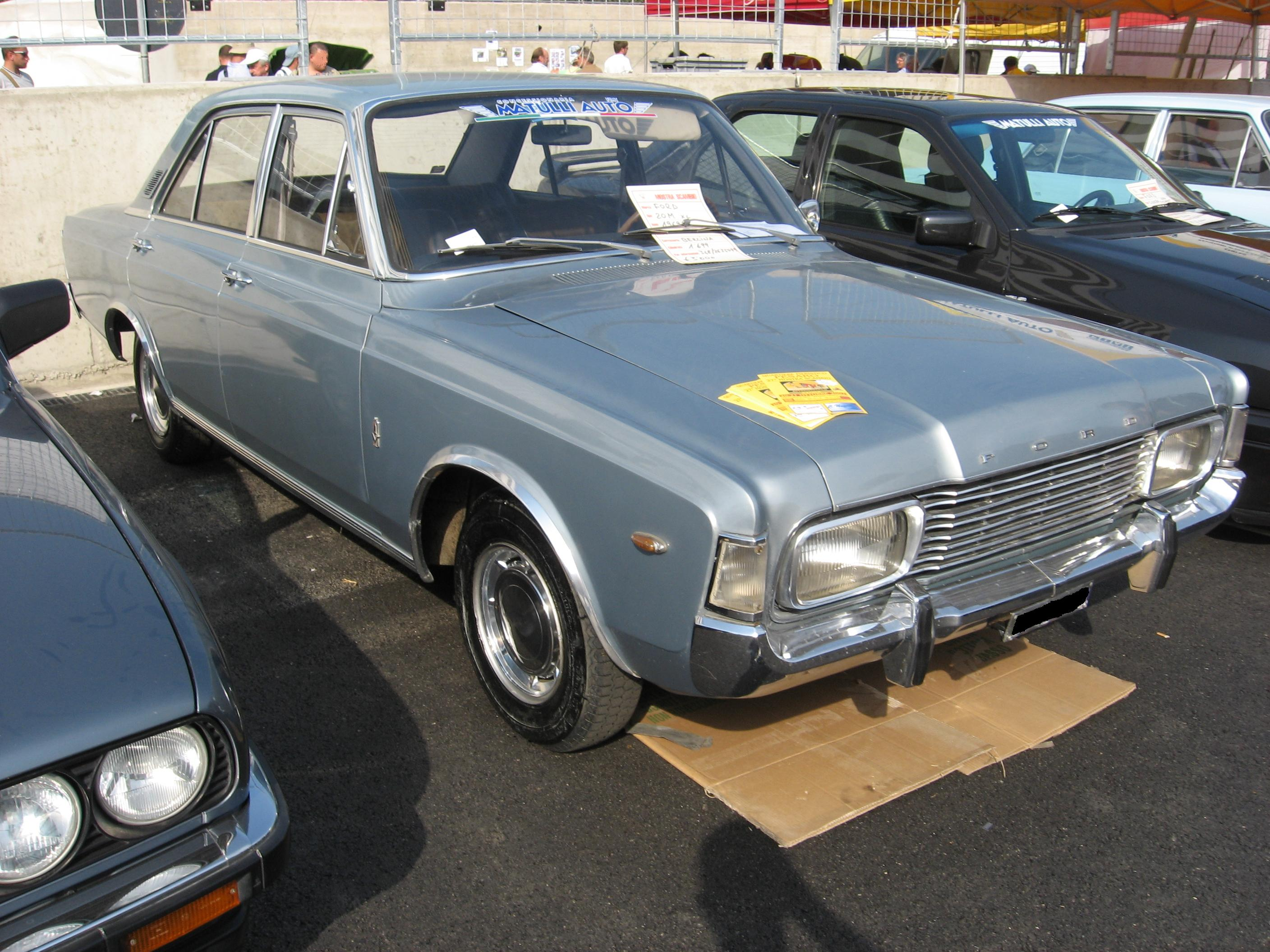

Официально это поколение также называлось P7, как символ желания «Форда» забыть о провале предыдущего. В настоящее время для их различения для второго поколения используется обозначение «Р7.2» или «Р7b».
Всего выпущено 567 482 автомобиля.
Фактически, P7b мало отличался от P7a, но в нём получили продолжение элементы дизайна P5,
прямая линия боковины кузова, изгиб бамперов с приливом к фонарям, более чётко выраженные плавники крыльев.
Капот получил декоративную выштамповку. Рулевое управление получило сминаемую при сильном лобовом ударе металлическую гофру, но это мало улучшило пассивную безопасность цельного рулевого вала, что точно отражалось в его прозвище: «Вертел».

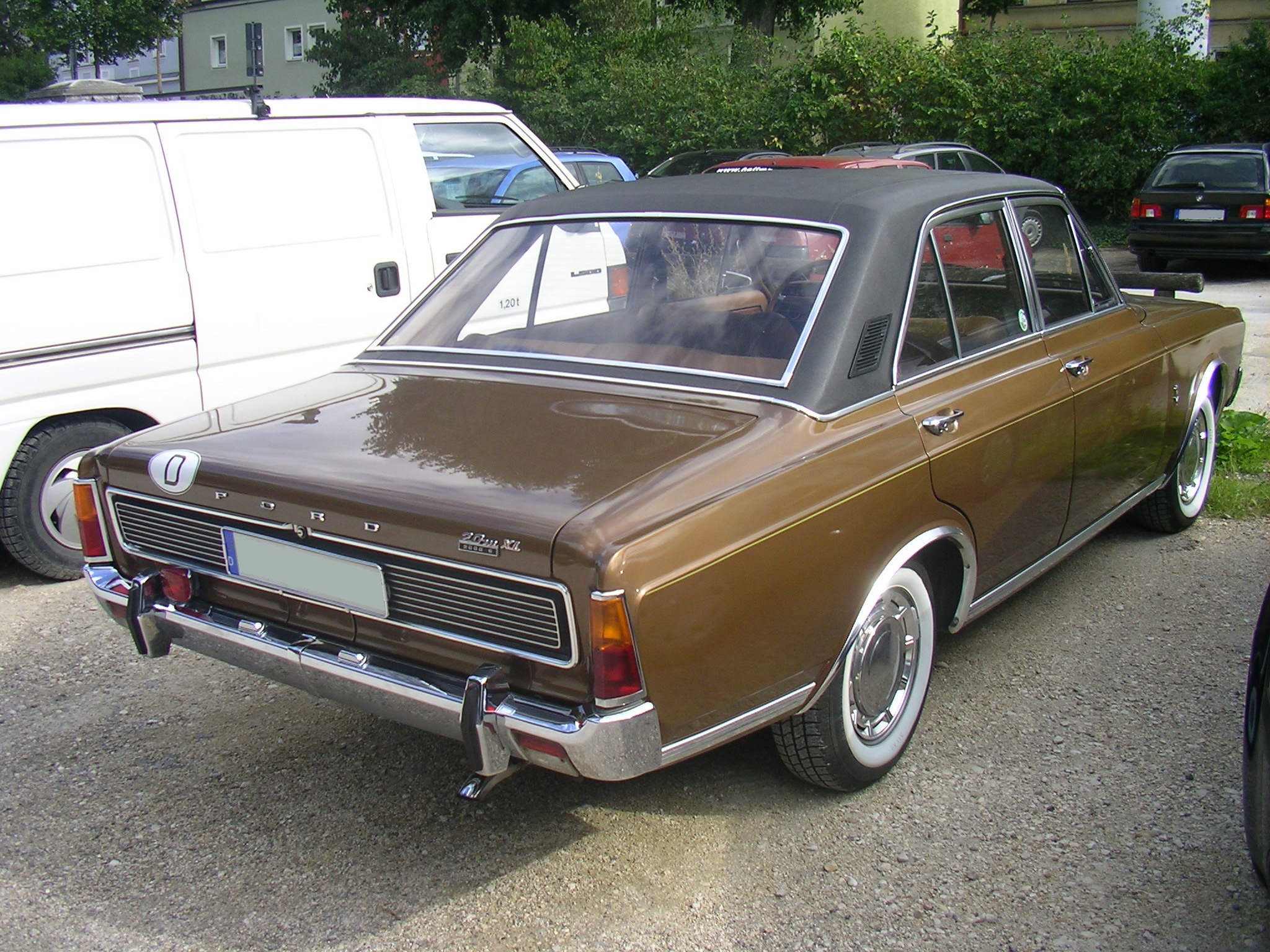

Представленный в 1969 году Taunus 26M (2,6 литра) был наиболее роскошным и снабжался самым большим по объёму двигателем (для европейского рынка) за историю семейства. 26М стандартно оснащался гидравлическим усилителем руля и автоматической трансмиссией C3 (англ.), но мог комплектоваться и механической коробкой переключения передач с 5 передачами по отдельному заказу.
Предлагались следующие варианты силового агрегата:
- 17M 1.5 L: 1498 см³, 60 л.с., 135 км/ч
- 17M 1.7 L: 1699 см³, 65 или 75 л.с., 140 или 150 км/ч
- 17M 1.8 L: 1812 см³, 82 л.с., 153 км/ч
- 20M 2.0 L: 1998 см³, 85 или 90 л.с., 155 или 160 км/ч
- 20M 2.3 L: 2293 см³, 108 или 125 л.с., 170 или 180 км/ч
- 20М и 26M 2.6 L: 2550 см³, 125 л.с., 180 км/ч

17M 1.8 L имел двигатель конфигурации V6; 2,6-литровый двигатель был опцией в серии 20M и стандартным оборудованием для 26M.
Для рынка ЮАР выпускались автомобили с правым рулём и моторами V6 Essex (англ.) 2.5 и 3.0л. Для рынка Южной Кореи автомобиль собирался из машино-комплектов на заводе Hyundai.
Это был последний немецкий «Форд» полностью собственной разработки.
В начале 1972 года он уступил место на конвейере разработанным совместно с английским филиалом моделям Consul и Granada.
На модели 20M в 1971 впервые для «Форда» были успешно испытаны 2 «воздушных мешка» — прототипы подушки безопасности водителя и пассажира.

#### Taunus 20M RS
Taunus 20M RS Coupé выпускался в кузове P7b с двигателями рабочим объёмом 1,7(конец выпуска) 2,3 (2300 S) и 2,6 литра (2600). Три такие машины участвовали в марафоне «Лондон-Сидней (англ.)» (две от Западной Германии и одна от Бельгии). В 1969 году Ford Taunus 20M RS одержал победу в ралли «Safari Rally (англ.)» в Кении.

## Taunus TC
Ford Taunus TC — среднеразмерный заднеприводный автомобилей, выпускавшийся Европейским подразделением Ford с 1970 по 1982 год.

### Предыстория
В конце 1960-х годов Европейское подразделение Ford решило создать «мировой» автомобиль, который мог успешно продаваться в разных частях света.
Дизайнерские работы по новому автомобилю выполнял немец Луиджи (Лутц) Колани, известный в то время своими спортивными автомобилями, нынче профессор, основатель биодизайна. Работы над ТС проводились под руководством Семона Кнудсена — президента Ford по прозвищу «Банки». По его имени Taunus TC иногда называют Knudsen-Taunus. В США благодаря Кнудсену у Thunderbird и Pontiac Grand Prix появился так называемый eagle beak «орлиный клюв». Так, по настоянию Кнудсена у Taunus появился широкий выступ спереди, что являлось «отголоском» американской автомобильной моды. Для новой модели инженеры спроектировало новый широкий (1700 мм) несущий кузов. При небольшой высоте (1362 мм) силуэт автомобиля выглядел приземистым, что также характерно для американских авто тех лет. 
Использование в дизайне автомобиля гнутых боковых стёкол без форточек стало возможно благодаря применению эффективной системы вентиляции и отопления. Радиатор отопителя располагался в подкапотном пространстве. Благодаря такому расположению отпадала необходимость использования краника печки, а регулировка температуры в салоне осуществляется только интенсивностью подвода воздушных потоков.

### Первое поколение (1970-1975 г.г.)

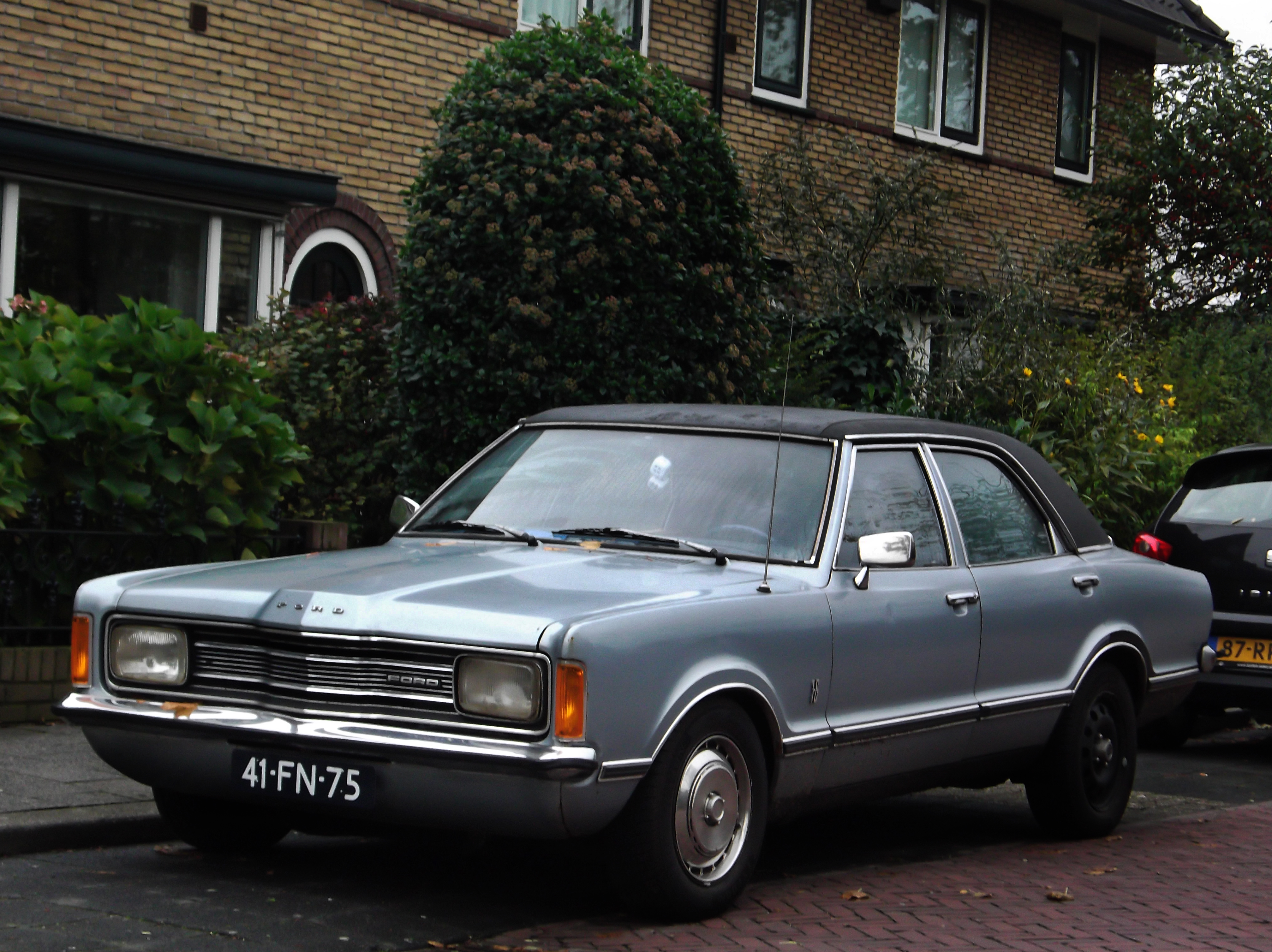
седан Ford Taunus GXL

В 1970 году появился принципиально новый модельный ряд автомобилей Ford Taunus. Новая модель Ford относилась к среднему классу. С началом её производство в сентябре (1971 модельный год) в прошлое ушли «маленькие» и «большие» автомобили Taunus. Автомобиль получил название Taunus без привычного для предшествующих моделей цифрового индекса, связанного с рабочим объёмом двигателя. Для отличия от прежних автомобилей Taunus к заводскому названию прибавляли TC, что обозначает Taunus-Cortina. Дело в том, что на заводах в Германии и Бельгии модель называлась Ford Taunus и продавались под этим названием в странах Центральной и Западной Европы, а также других странах с правосторонним движением. 
В то же время в Великобритании модель выпускалась как Ford Cortina Mk3 и экспортировалась оттуда под этим названием в другие страны с левосторонним движением, такие как ЮАР, Австралия, Индонезия, Малайзия, Сингапур и т.д. Однако в некоторых странах с правосторонним движением (Греция, Израиль, Филиппины, Корея и Тайвань) модель тоже продавалась как Cortina Mk3. Британский Ford Cortina Mk3 (он же ТС1 - Taunus-Cortina первого поколения) заметно отличался внешне от немецкого «собрата» Ford Taunus ТС1: у британской версии намного более выраженный изгиб поясной линии («эффект кока-кольной бутылки»), иной капот с более широким и тупым «клювом», иные крылья и крышка багажника, меньшие по высоте передние указатели поворота и квадратные задние фонари вместо вытянутых вертикально, как на немецкой машине.
Некоторая путаница в названии возникала в странах Скандинавии, где продавались и Cortina Mk3, и Taunus.

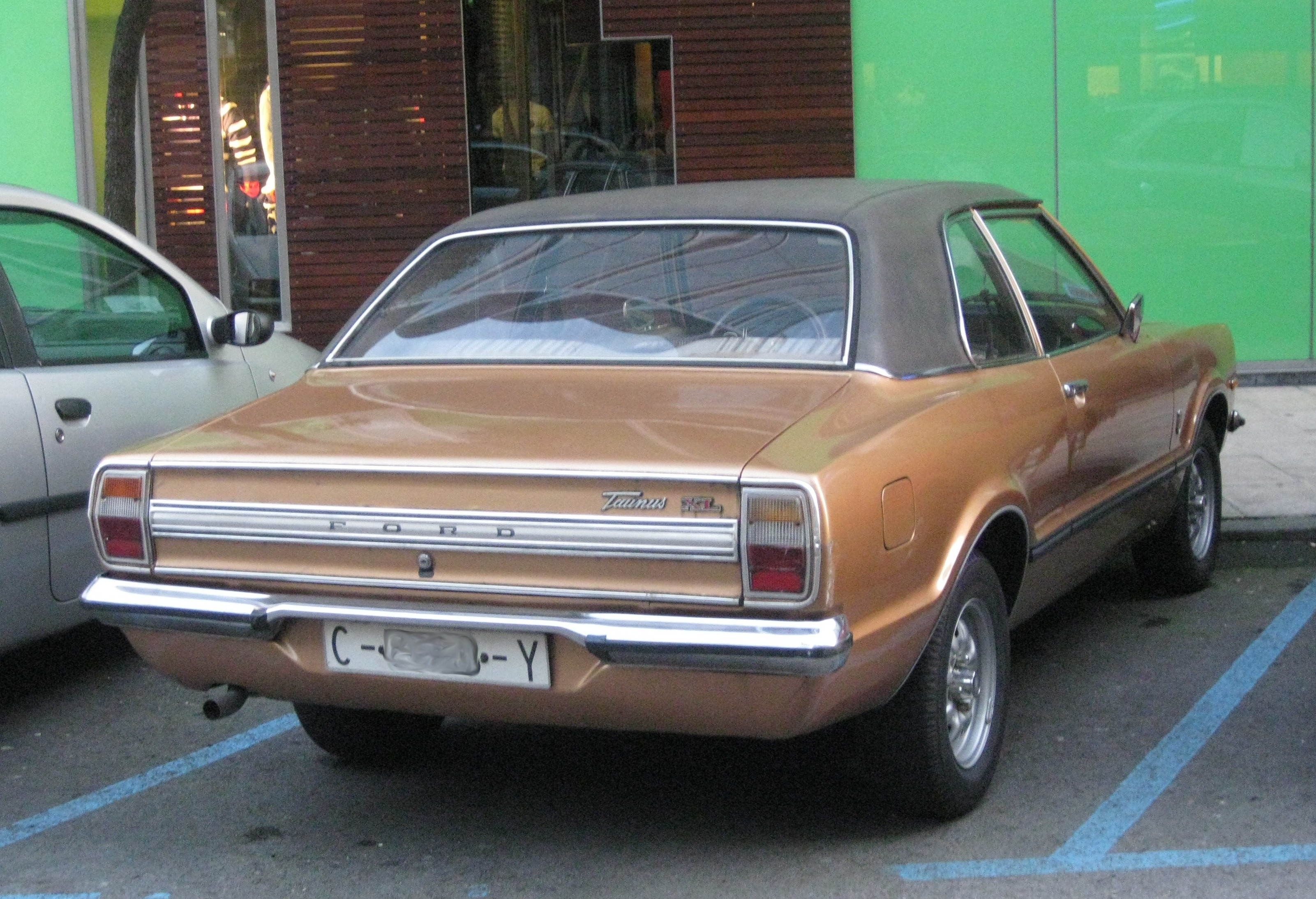
Ford Taunus двухдверный седан

Новый Taunus получил современный четырёхцилиндровый двигатель рабочим объёмом 1300 и 1600 см³ с верхним распределительным валом, приводимым зубчатым ремнём. Он был разработан на основе американского мотора Ford Pinto. Позднее в производственный ряд четырёхцилиндровых двигателей добавился мотор с объёмом 2 литра (двухлитровый двигатель старой модели с нижнем распредвалом ставился на Ford Cortina и раньше). На первых Taunus код 2000 в названии обозначал комплектацию автомобиля двигателем V-6 рабочим объёмом в 2 литра.

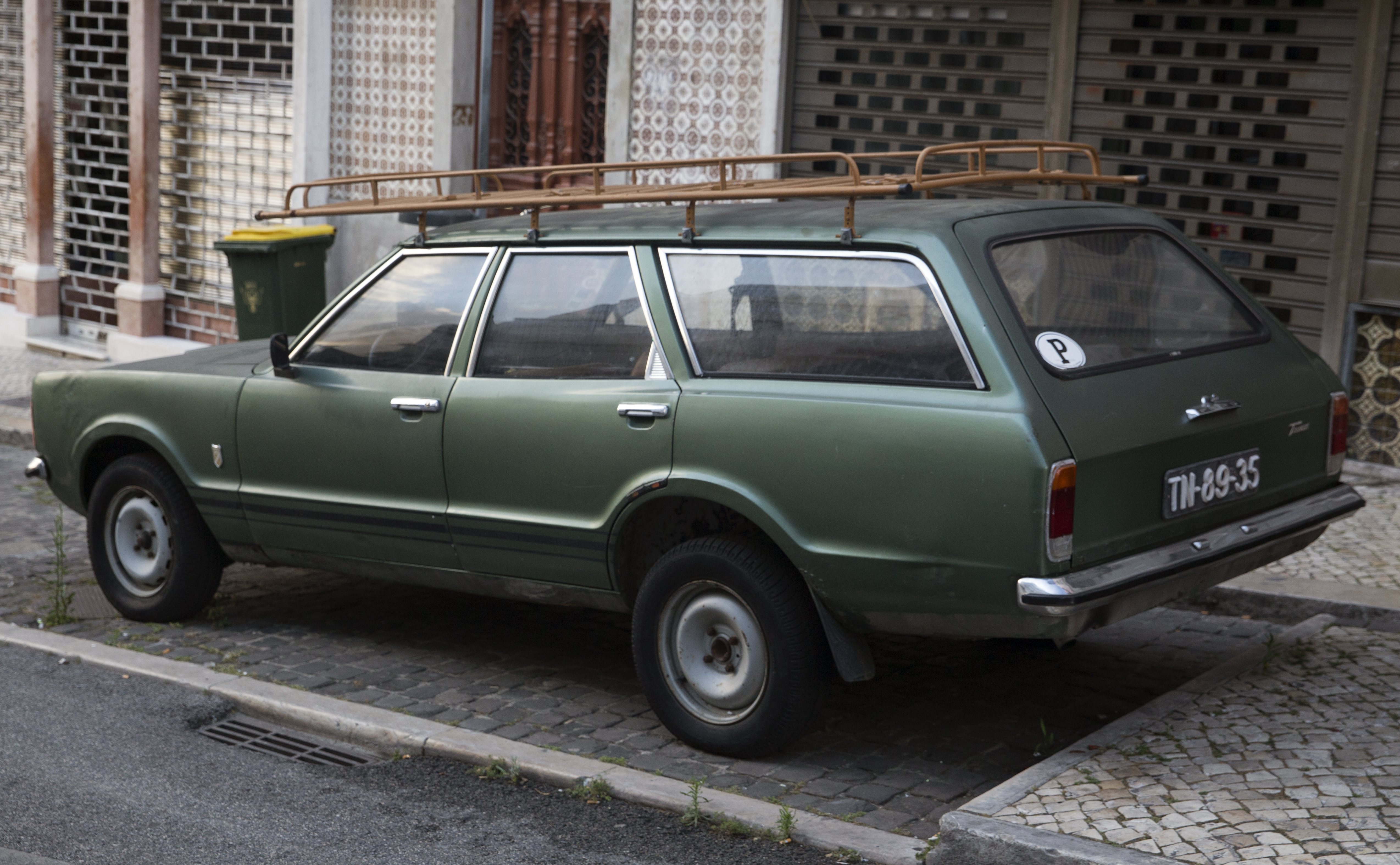
Ford Taunus универсал

Ford предложил несколько вариантов комплектаций: L, XL, GT, GXL. Автомобили этой модификации Gran Turismo (Taunus GT/GTX). 

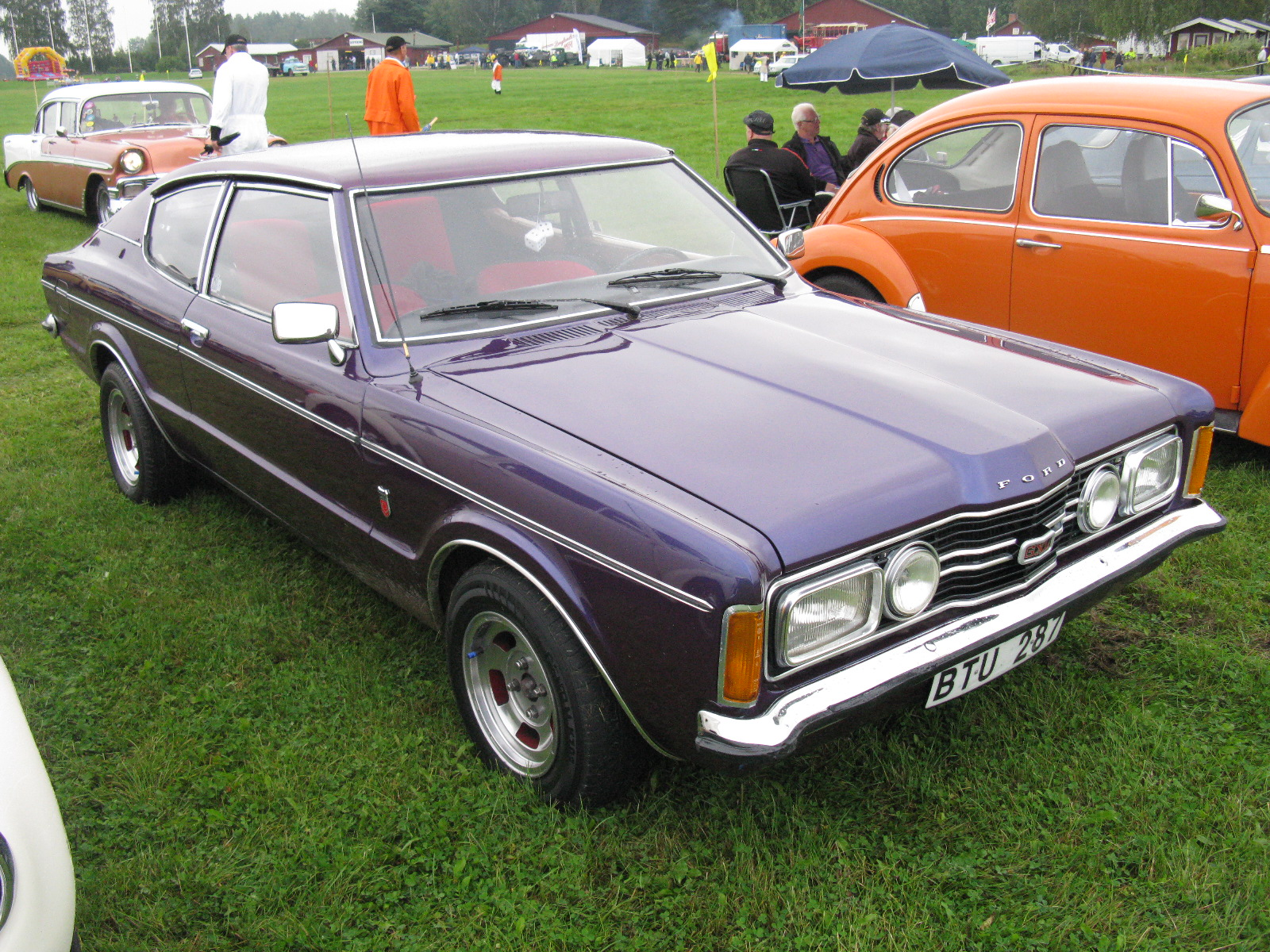
Ford Taunus Coupé 2300 GXL

- L являлась комфортно укомплектованной базовой версией;
- XL подразумевала такие удобства как регулируемые по высоте передние сиденья, часы и большие фары.
- GT/GTX (Gran Turismo) имел ковшеобразные сиденья со встроенными подголовниками, полный комплект приборов, кожаное рулевое колесо и двойные фары, усиленную пружинами подвесу, сайлентблоки и стабилизатор поперечной устойчивости на задней оси

Интерьер модификации GT имел характерный приборный щиток с часами и тахометром, а дополнительные приборы — амперметр, механический манометр давления масла, и переместившиеся с приборного щитка указатели уровня топлива и температуры охлаждающей жидкости разместились на консоли. Консоль переходила в ящичек, расположенный между сидениями над рукояткой стояночного тормоза. В салоне автомобиля устанавливались сидения с интегрированным подголовником, выполненным как одно целое со спинкой сиденья. Отличался также экстерьер модификации Taunus GT/GTX — дорогу освещали две прямоугольные и две дополнительные круглые фары дальнего света.;
- GXL добавил все удобства XL со спортивным оснащением GT и дополнялся виниловой крышей, двухтональным звуковым сигналом и более ворсистыми ковриками[2].

Ford выпускал Taunus с различными кузовами: четырёхдверный (Typ GBFK) и двухдверный (Typ GBTK) седан, универсал (Typ GBNK) и купе (Typ GBCK) — фастбек по американской классификации. Coupe отличаются от других моделей не только характерным плавным скосом задней части крыши, но и тем, что она была опущена на 28 мм.
Уже в первый год было продано 253 тысячи автомобилей. Первый вариант модели Taunus TC '71 выпускался с июля 1970 по август 1973 года. В 1973 году в ответ на критику автомобиль (Taunus TC '74 сентябрь 1973 — декабрь 1974 года) получил новый интерьер (приборный щиток и салон) пластмассовую решётку радиатора без характерных эмблем комплектации. Вариант GT, ранее доступный для всех кузовов кроме универсала, был снят с производства.
С января по декабрь 1975 года производился Taunus TC '75. Модели Standard и L получили чёрную матовую окантовку окон. Универсал стал называться не Turnier, а Freizeit-Taunus (нем. Freizeit — свободное время). Эта модель стала доступной в комплектации GXL.
В период 1972 по 1976 год немецкая компания Rally Development произвела порядка 500 автомобилей с усиленной ходовой частью на базе V-образного двигателя с рабочим объемом 2,8 л.

### Второе поколение (1976-1979 г.г.)
В январе 1976 года Taunus претерпел обновление внешнего вида, которое принято считать вторым поколением (ТС2). Сильным изменениям подвергся передок: в прошлое ушёл «орлиный клюв» с капота и обилие хромированных элементов; новые передние крылья, передний фартук, бампера, блок-фары, задние фонари, поворотники и решётка радиатора сделали внешность автомобиля более европейской, лишив её американского «колорита». Помимо этого, в салоне появилась новая приборная панель, рулевое колесо, передние сидения теперь имели подголовники.
В 1977 году к линейке моторов Taunus добавился новый верхнеклапанный V6 с толкателями клапанов объёмом 2300 см³. Имеются три модификации с четырех дверным кузовом седан - GL, L и Ghia. Вариант с пятидверным кузовом универсал был только GL и Ghia. Улучшенная подвеска и шины с радиальным кордом, а также усилитель рулевого управления обеспечивают хорошие эксплуатационные характеристики. В стандартное оборудование входит усилитель рулевого управления, световая аварийная сигнализация, гидроусилитель тормозов и обогреватель заднего стекла. В широкую гамму дополнительного оборудования для различных моделей входят автоматическая трансмиссия (кроме модели S), откидывающиеся спинки передних сидений, сдвижной люк в крыше, омыватель и стеклоочиститель заднего стекла для моделей с кузовом универсал, а также водоструйная система очистки стекол фар.

### Третье поколение (1979-1982 г.г.)

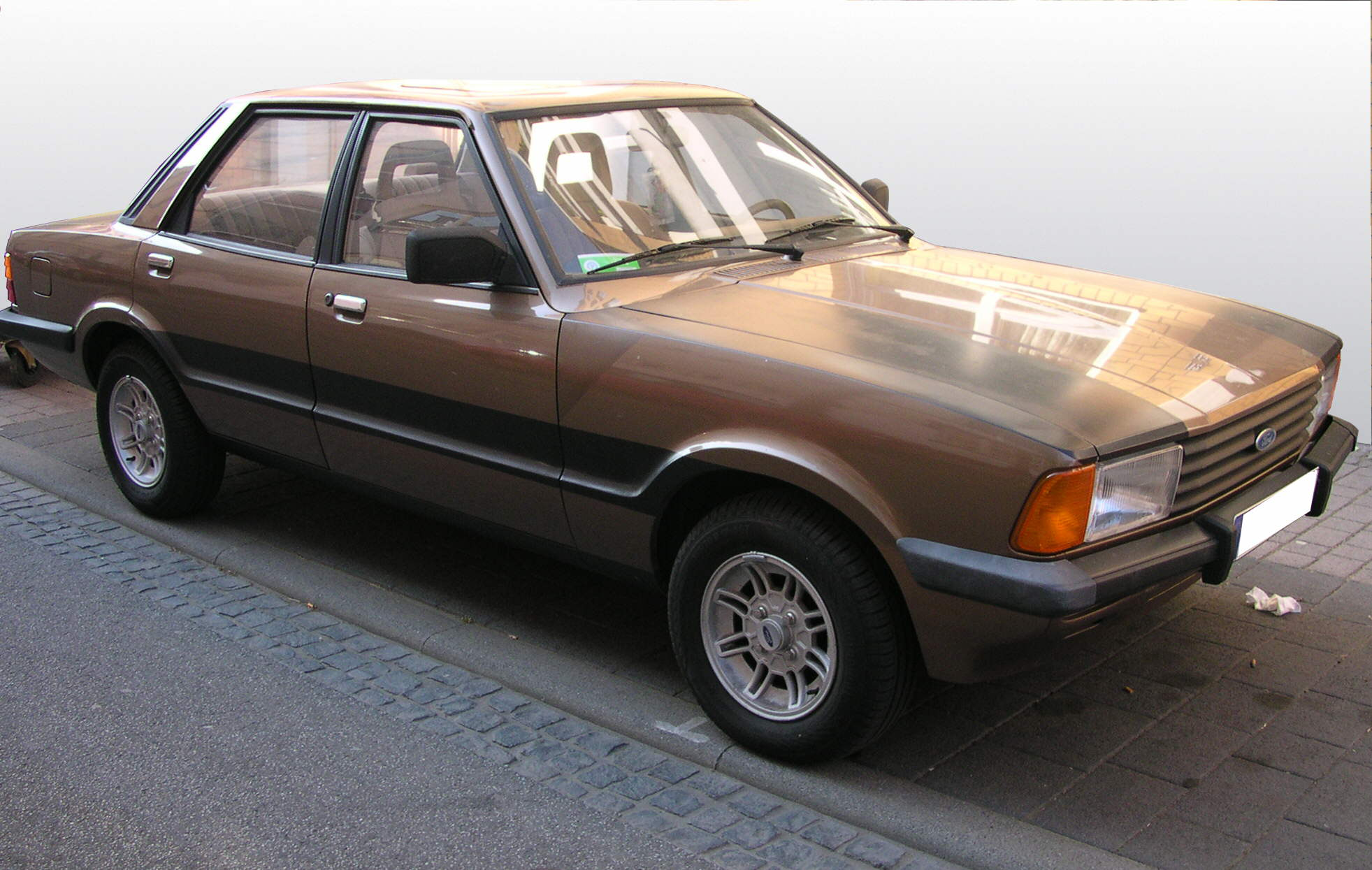
Вариант после модернизации 1979 года.

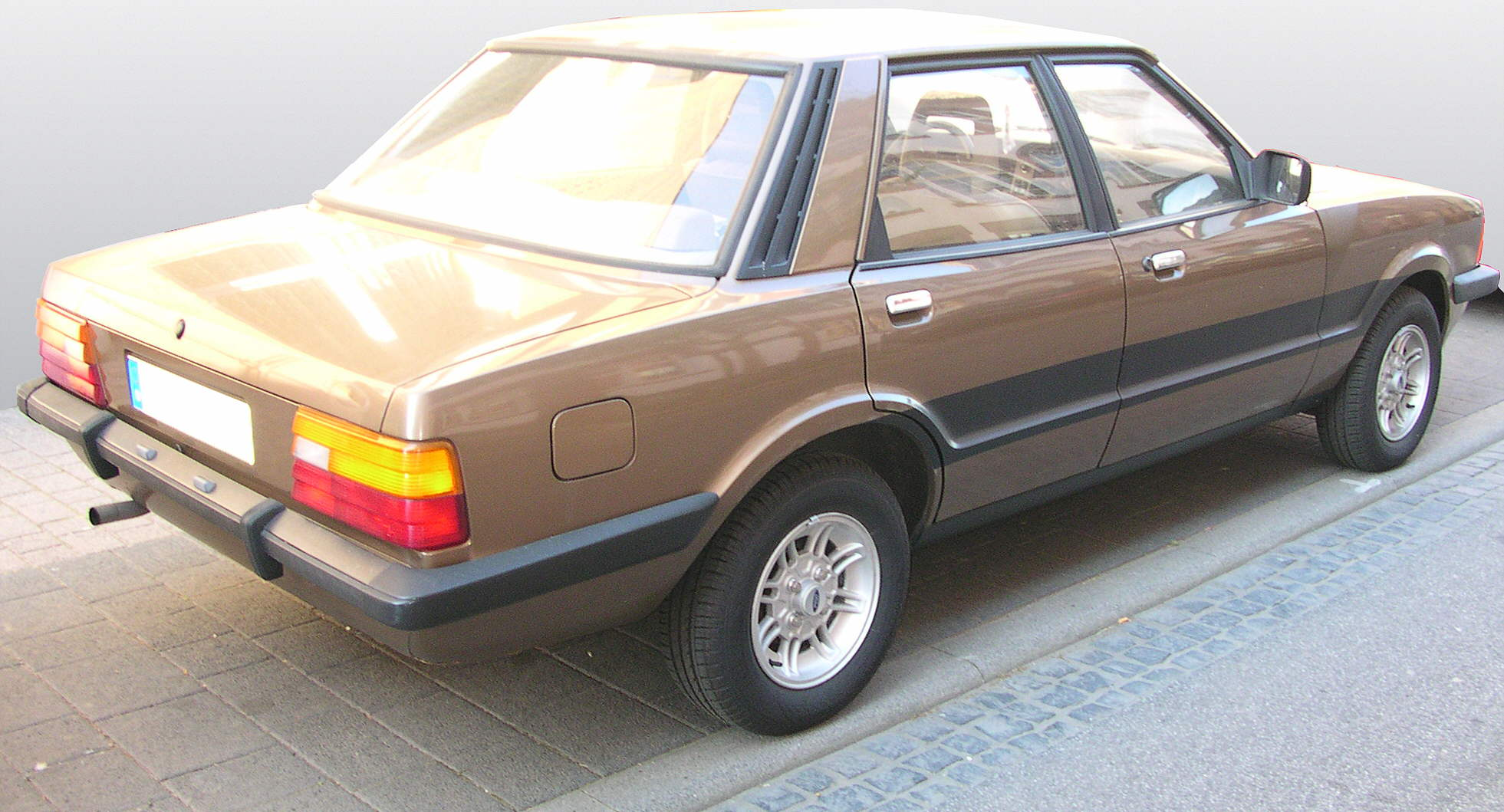

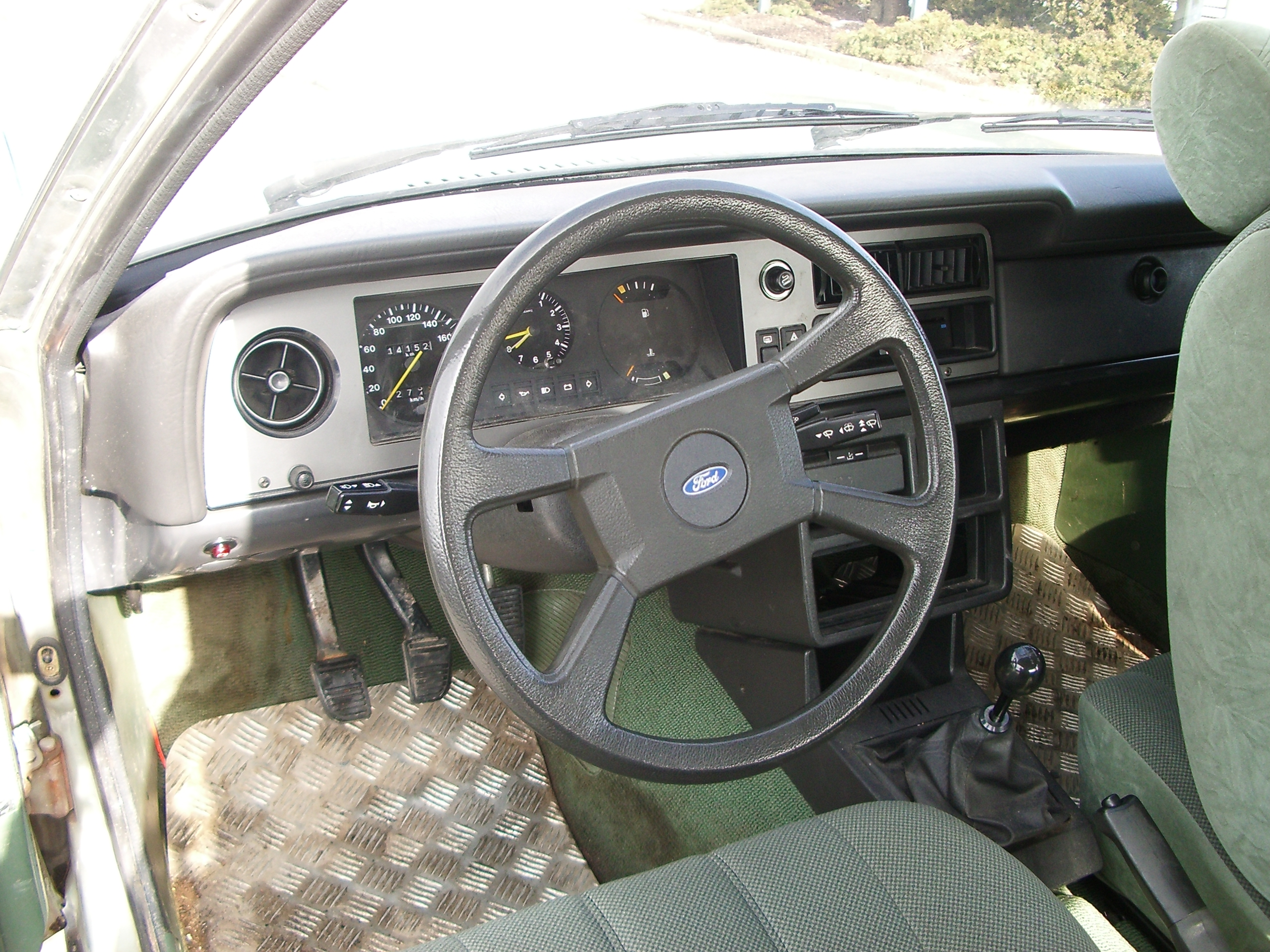

Третью модернизацию за время производства автомобиль претерпел в 1979 году, получив увеличенные передние поворотники, увеличенные задние фонари и пластмассовые бампера. Taunus TC '80 (Taunus III) выпускался с сентября 1979 по июнь 1982 года.
Семейство Taunus/Cortina продержалось на конвейере до 1982 года, когда их окончательно сменил весьма прогрессивный, в сравнении с ними, Ford Sierra, с обтекаемым дизайном и независимой подвеской всех колёс, который, тем не менее, сохранил некоторые из их технических решений, в первую очередь — привод на задние колёса и силовые агрегаты.
В общей сложности Ford выпустил с 1970 по 1982 год 2 696 011 автомобилей Taunus.
После снятия с конвейера в сентябре 1983 года производство Taunus было передано в Турцию. Часть оборудования передали в Аргентину, где Taunus выпускался с июля 1974 по 1985 год. В Аргентине выпускался Taunus Coupe.
В Турции на заводе Otosan производство Taunus велось до 1994 года. Модель получила различные пластиковые детали экстерьера. На автомобилях поздних выпусков устанавливали панель приборов от Sierra.

## Галерея

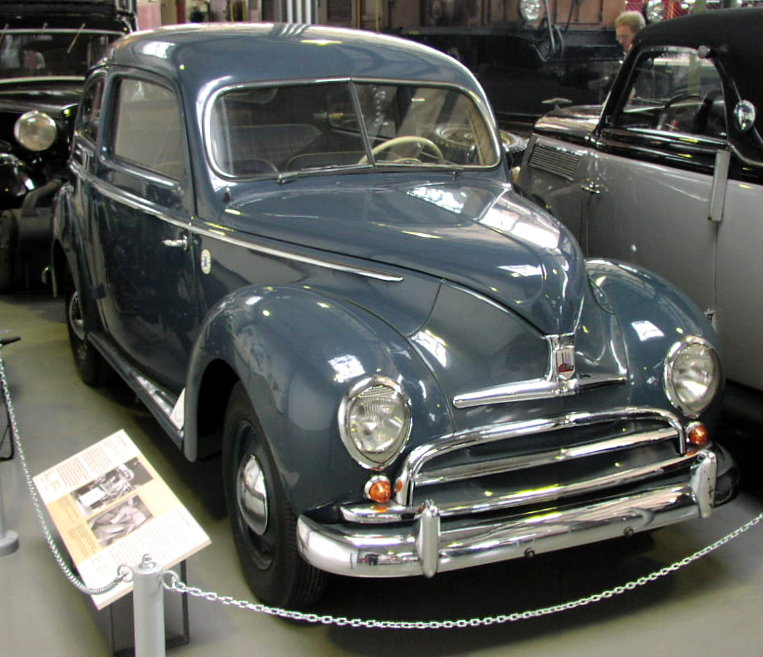
«Малые» серии Ford Taunus — G93A…
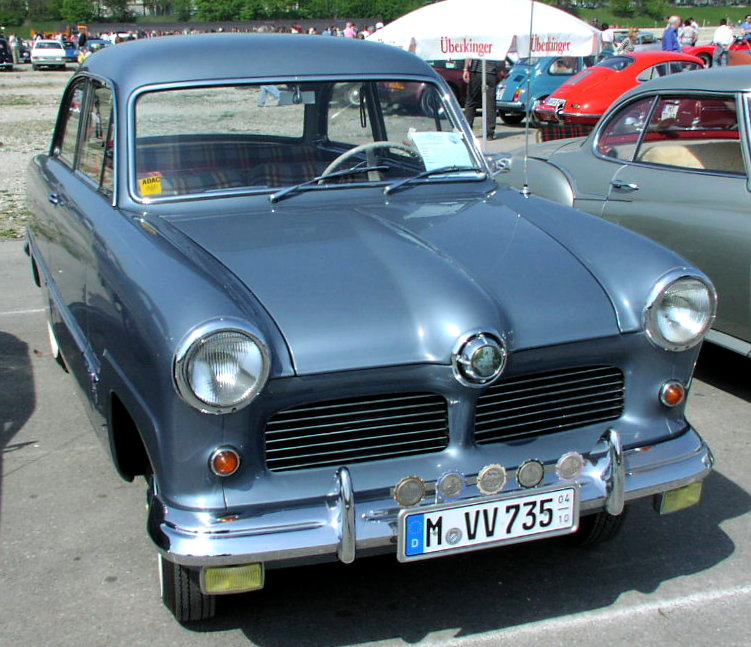
…G13…

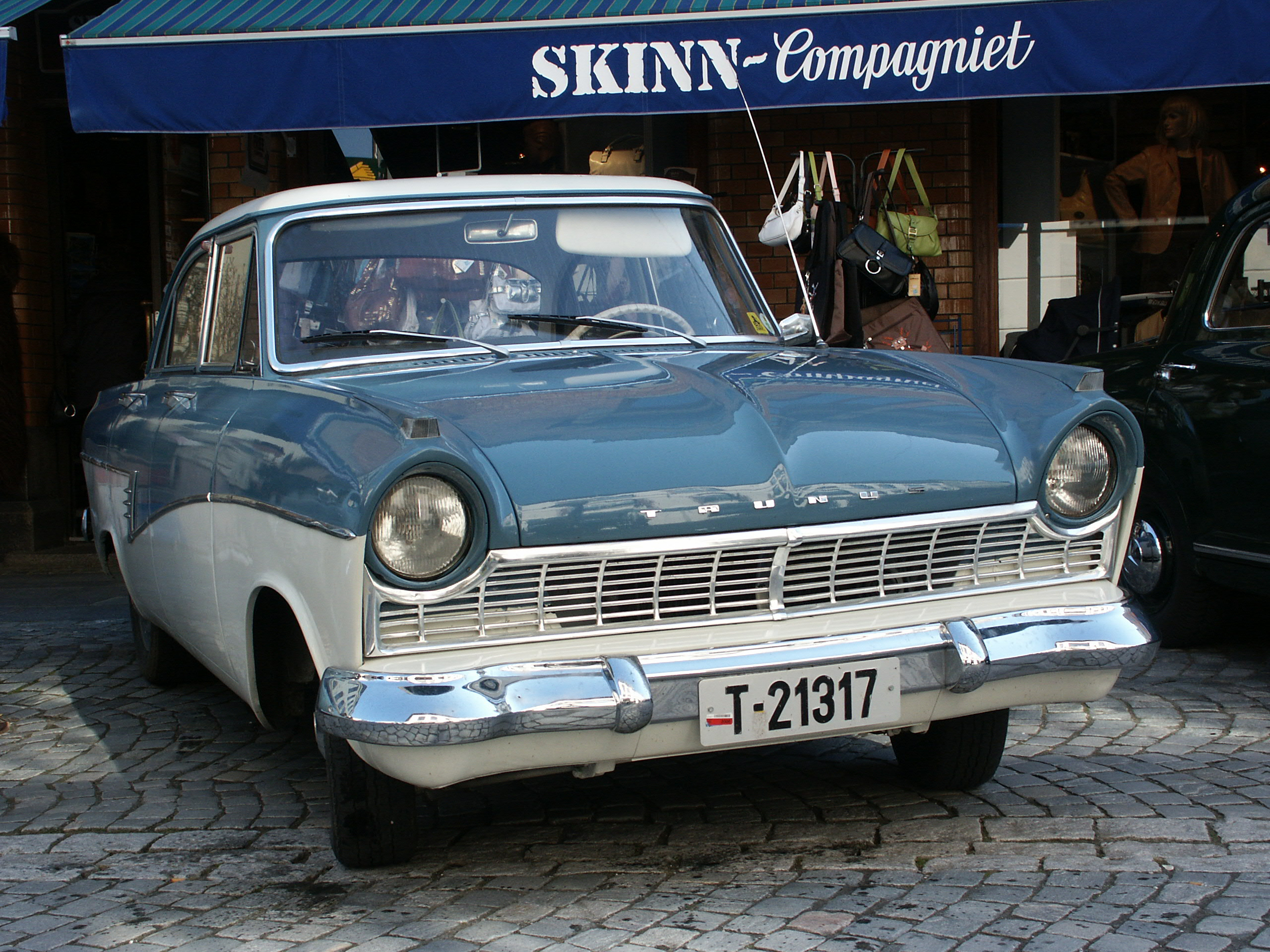
«Большие» серии Ford Taunus — P2…
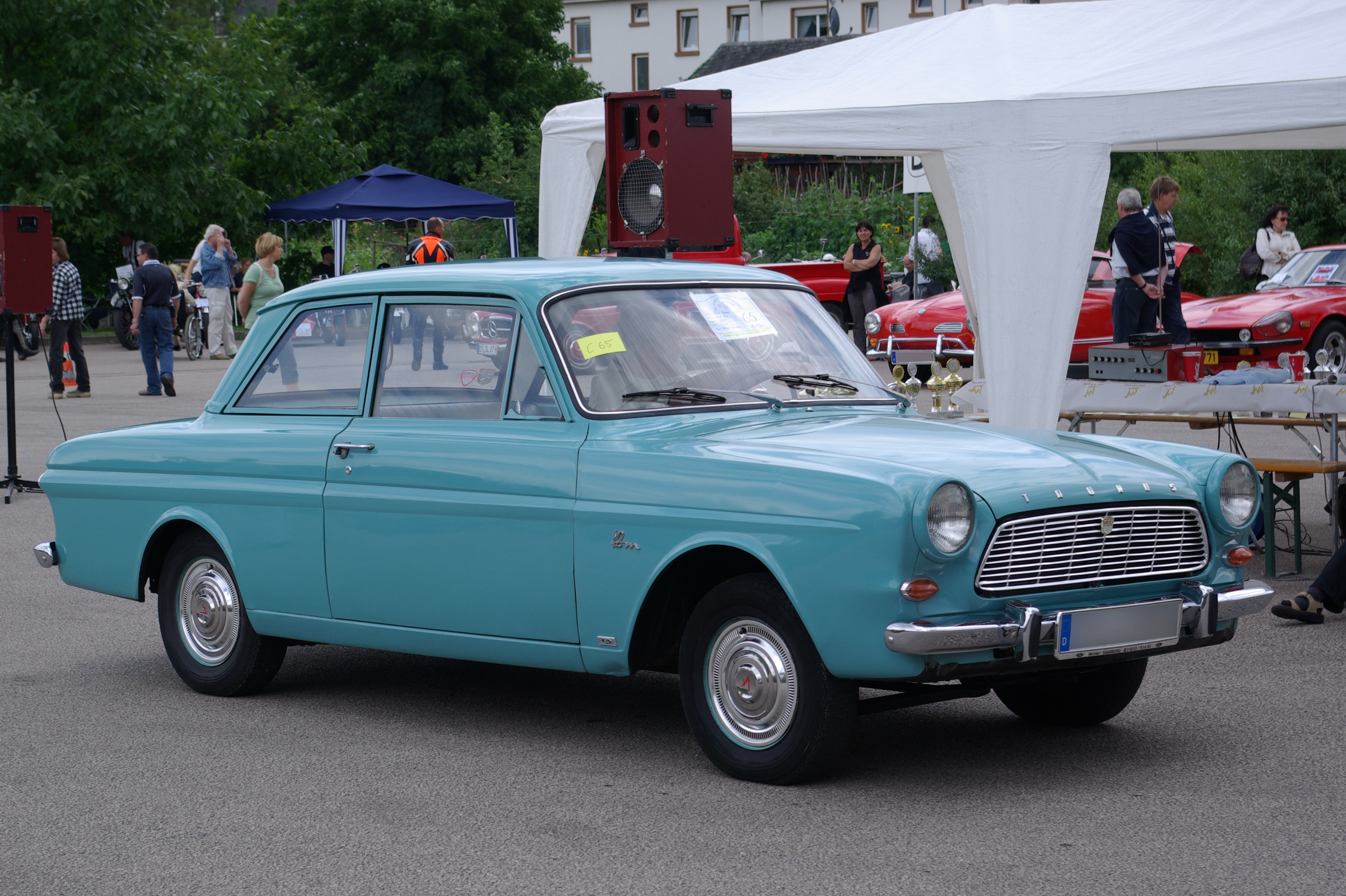
…P4…
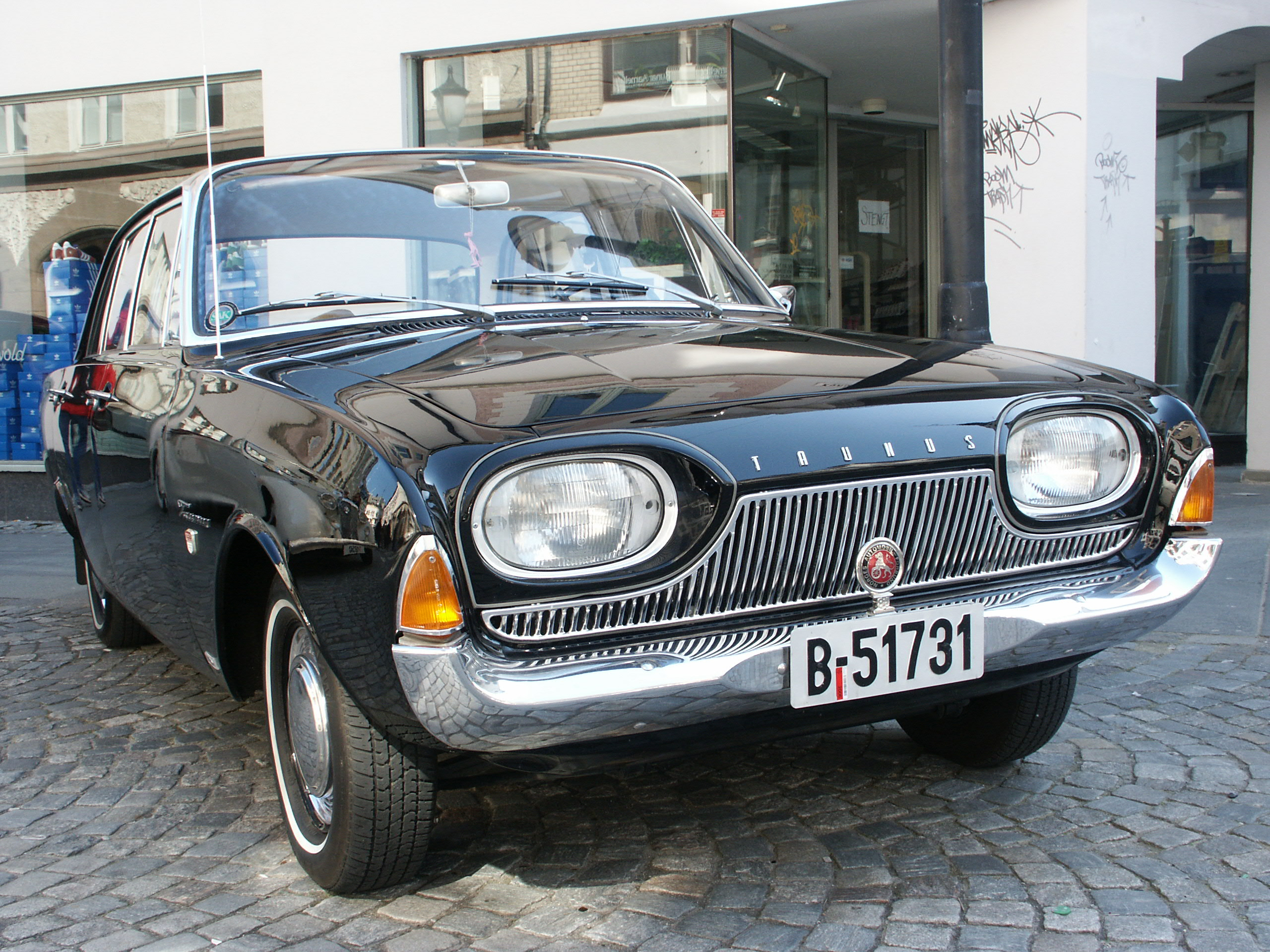
…P3…
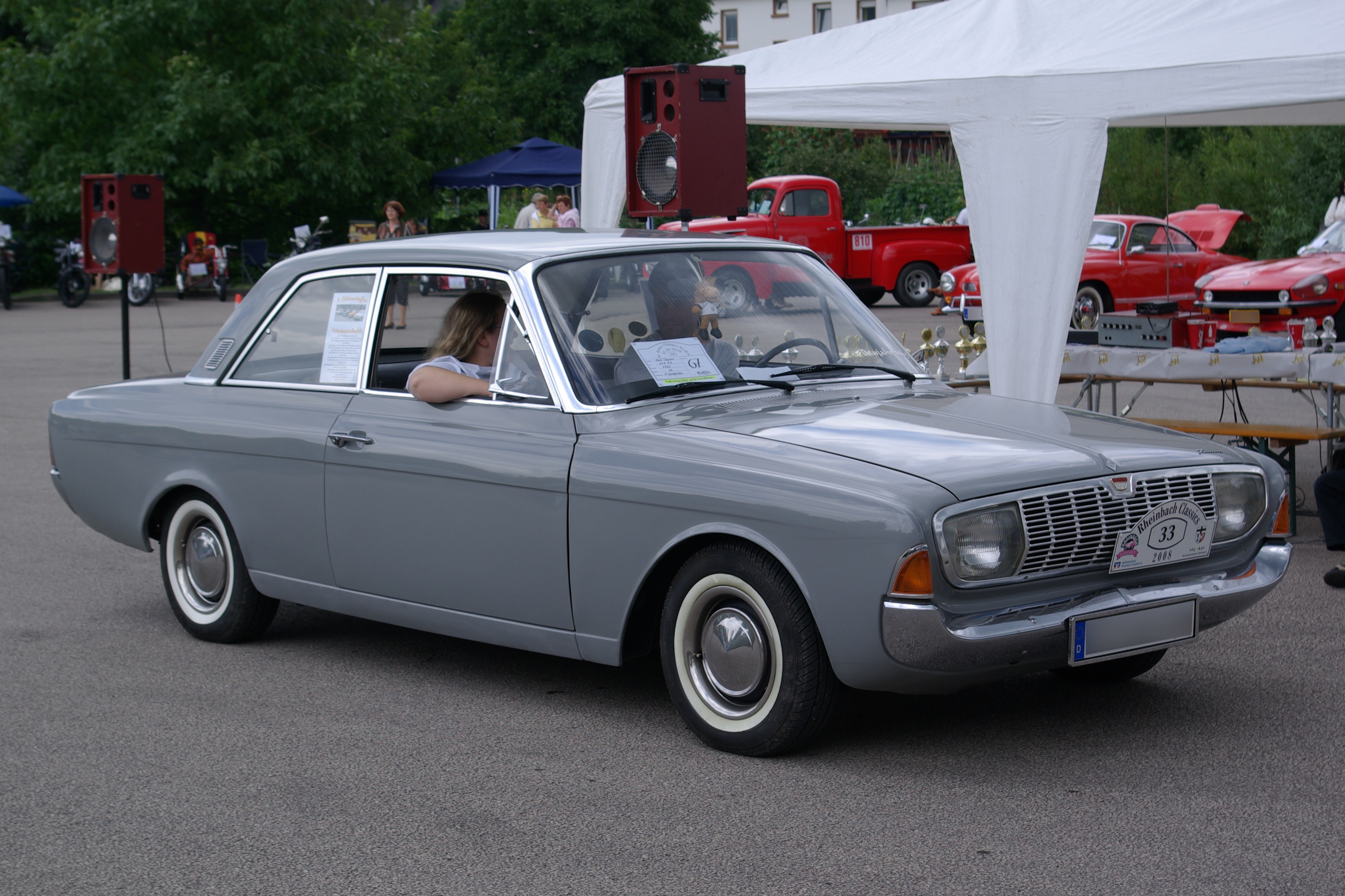
…P5…
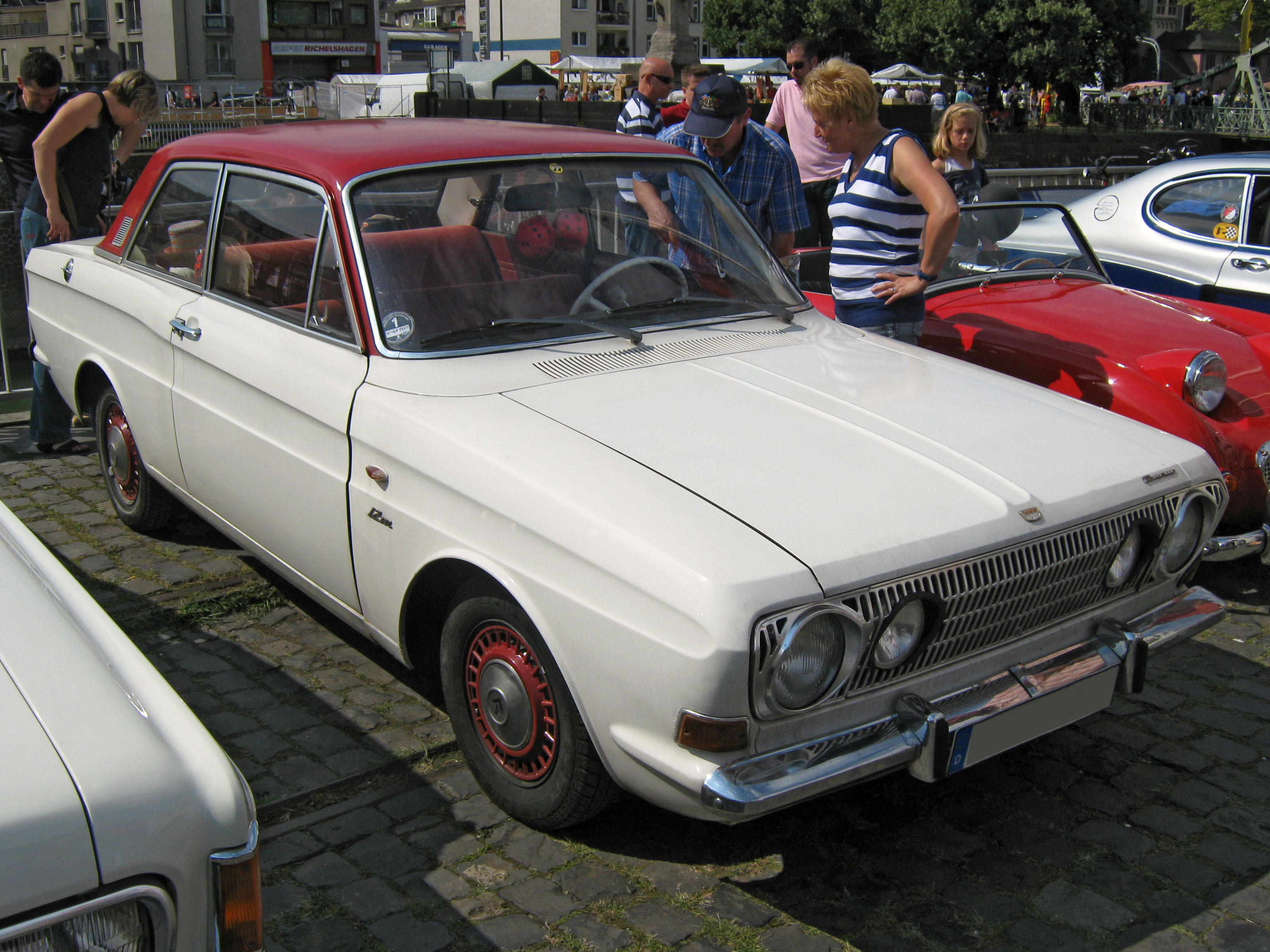
…P6…
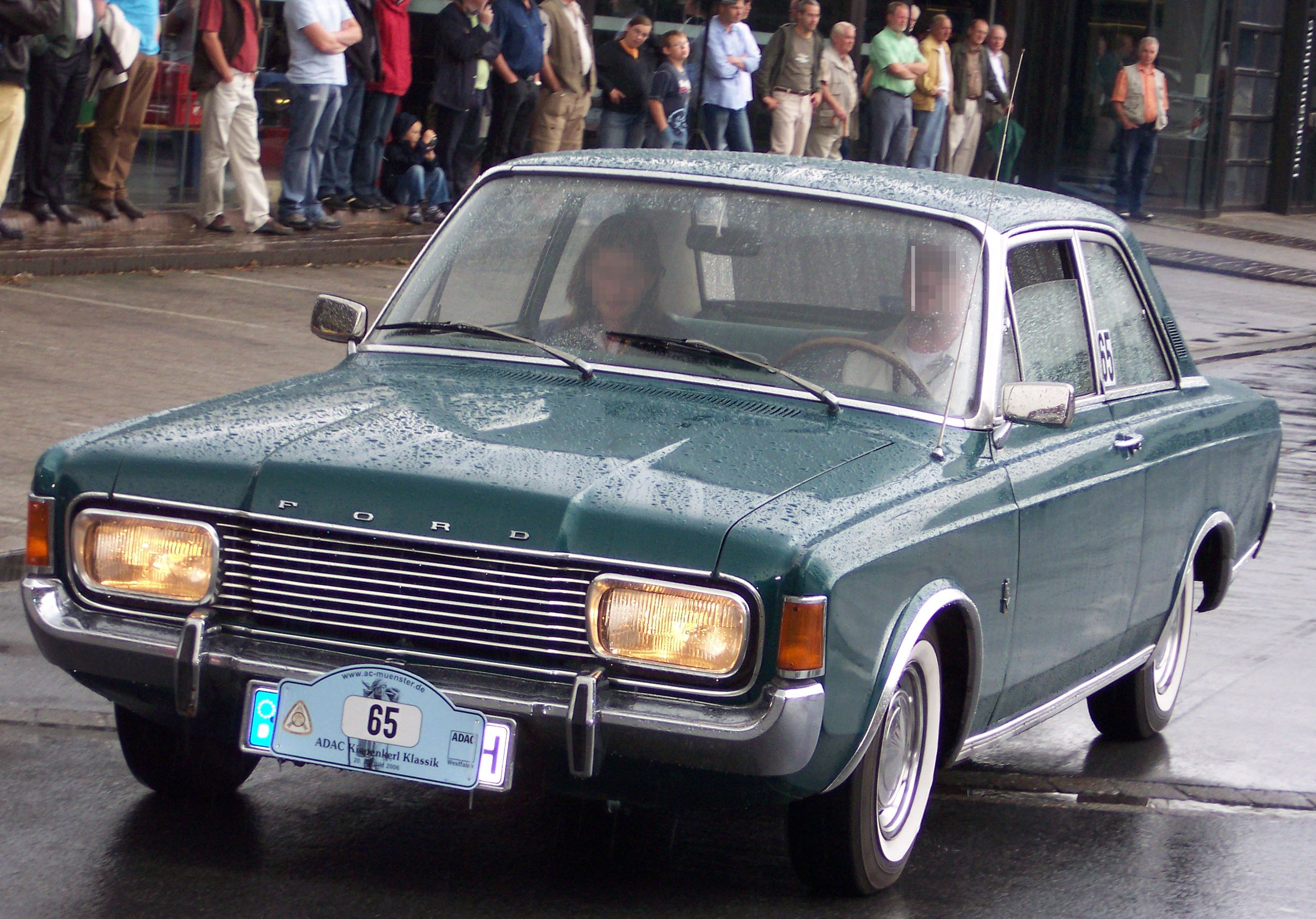
… и P7

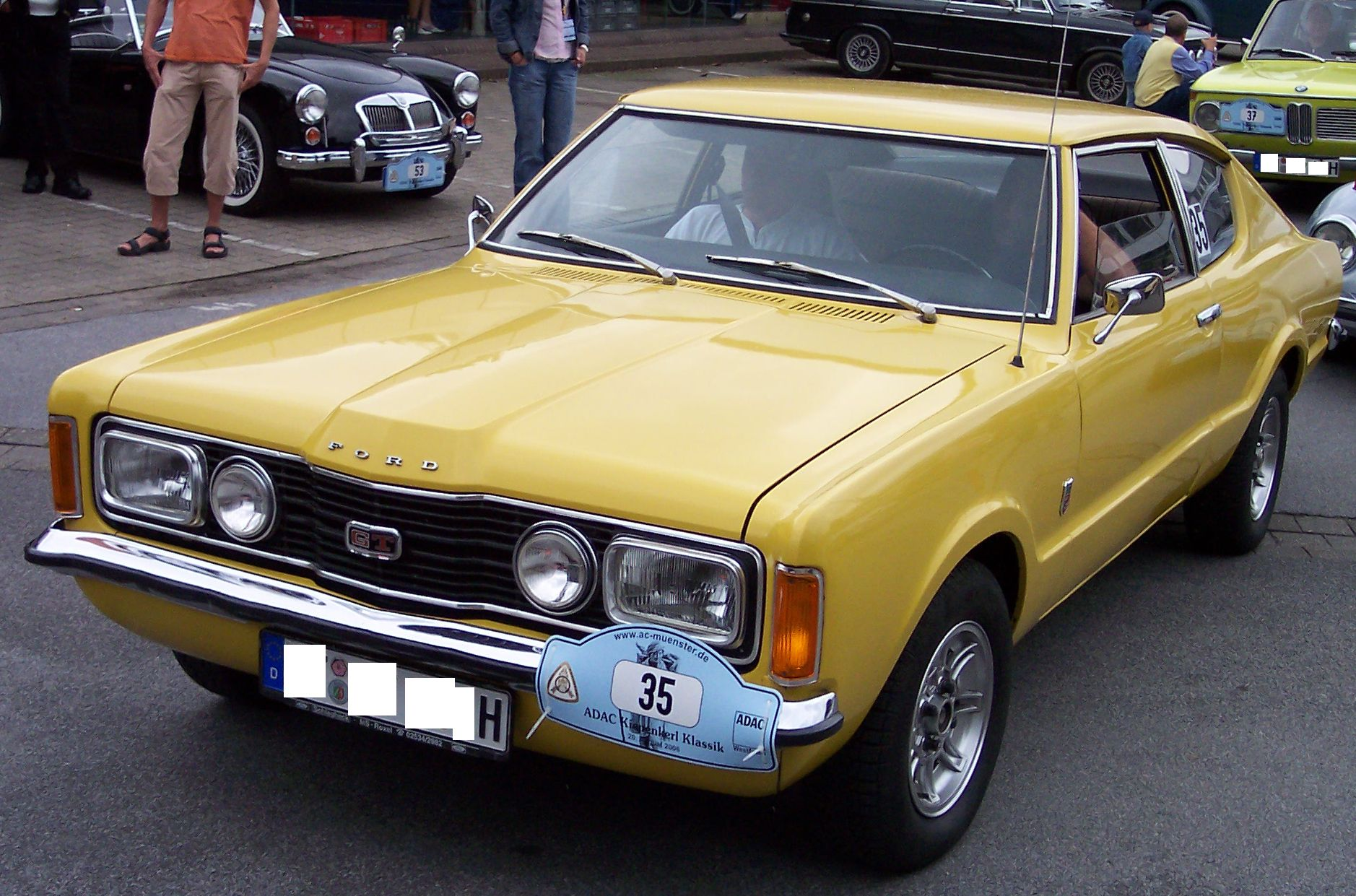
… и Taunus TC двух поколений.
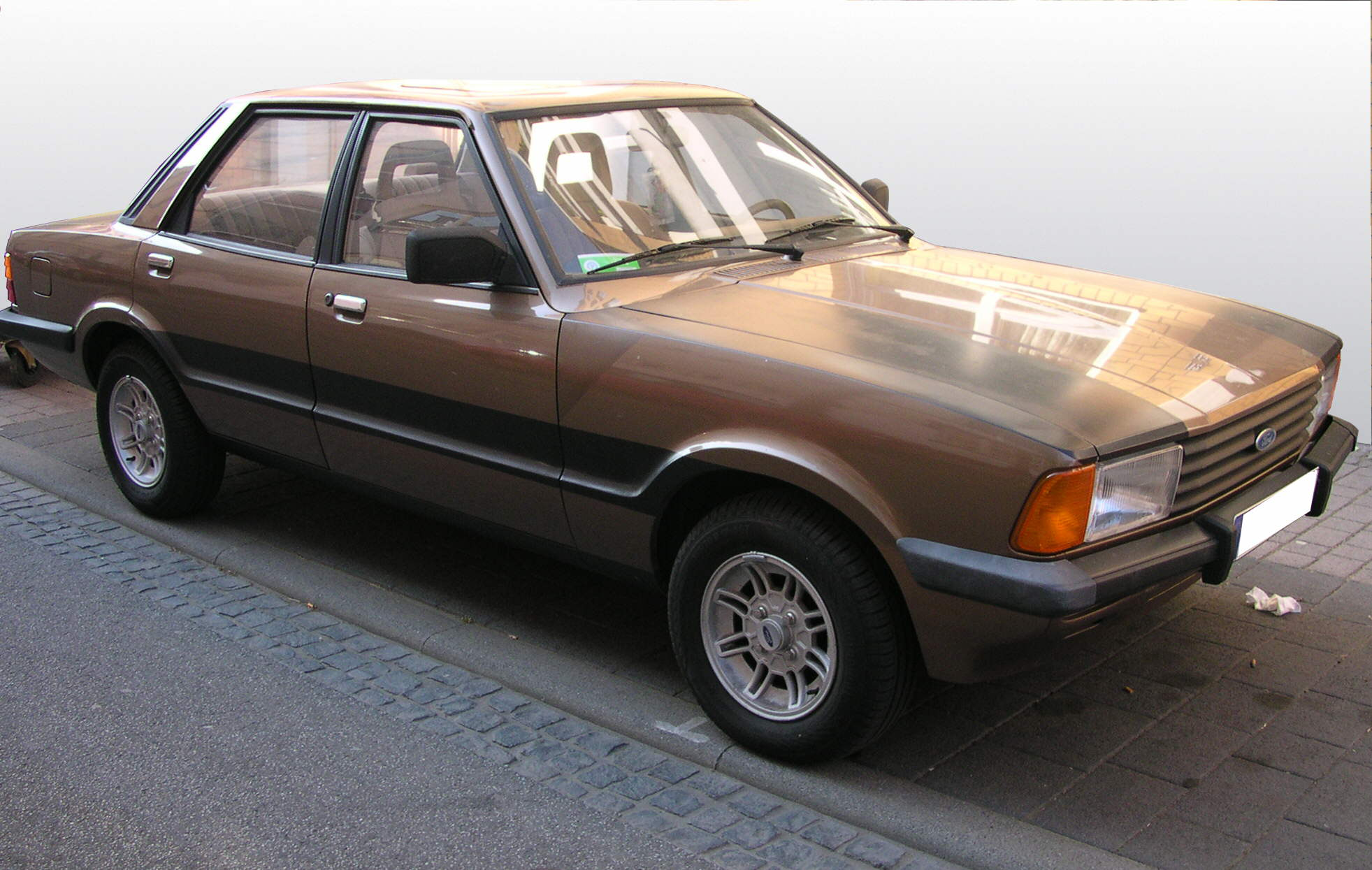